# Cronologia de Coronel Fabriciano

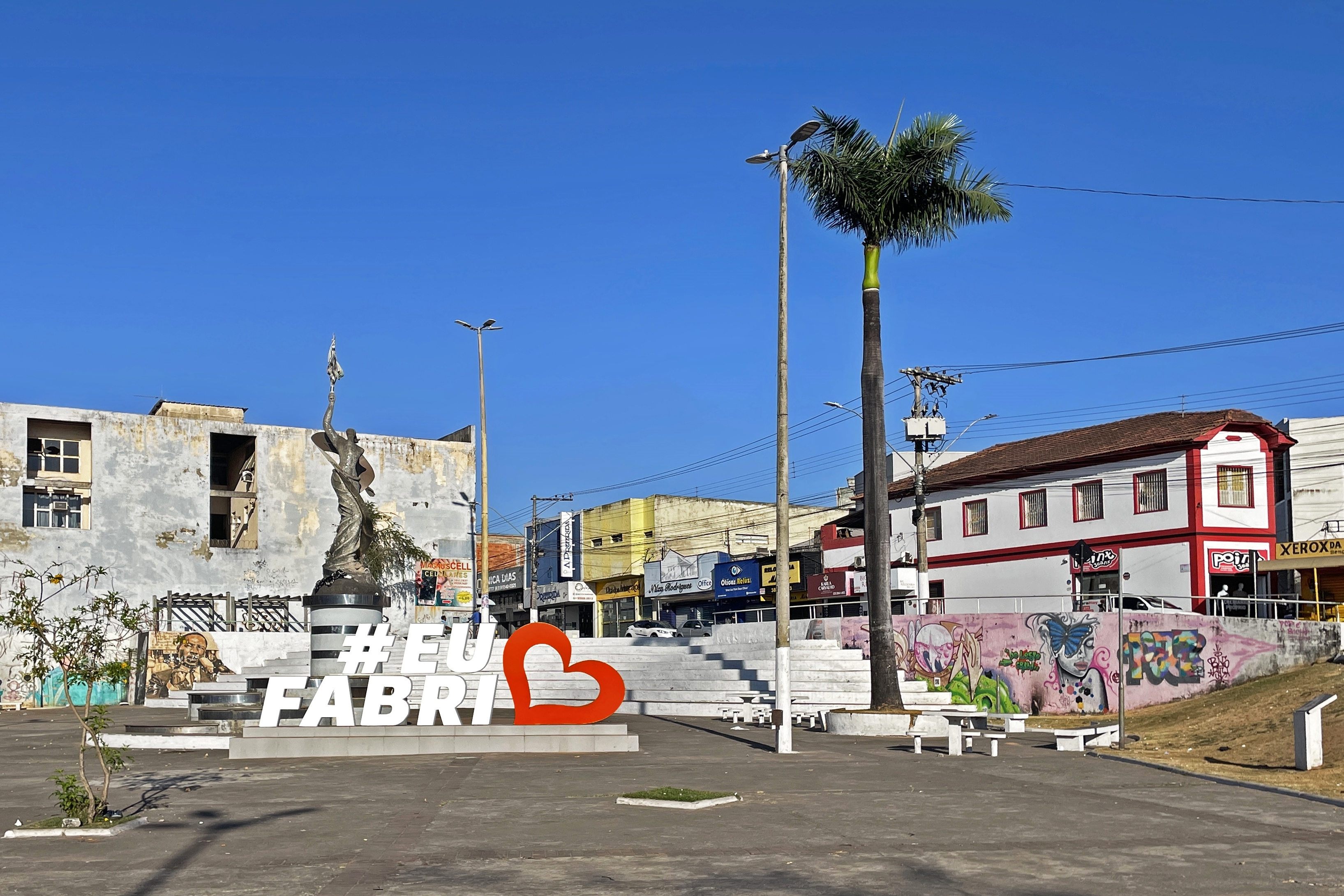
A Praça da Estação (inaugurada em 2008) à esquerda do Sobrado dos Pereira (1928), que foi a primeira edificação em alvenaria da cidade.

A tabela a seguir contém a cronologia de Coronel Fabriciano, ou seja, os principais fatos e acontecimentos ocorridos no município brasileiro supracitado, localizado no interior do estado de Minas Gerais, desde os primórdios de sua ocupação.
O começo do povoamento ocorreu em meados do século XIX, associado ao fluxo de tropeiros, levando à formação do povoado de Santo Antônio de Piracicaba na região do atual Melo Viana e à posterior criação do distrito em 7 de setembro de 1923. Na mesma ocasião, a localidade passou a ser atendida pela EFVM e foi construída a Estação do Calado, inaugurada em 9 de junho de 1924, ao redor da qual se estabeleceu o núcleo urbano que corresponde ao Centro de Fabriciano. Em 1936, houve a instalação da Companhia Siderúrgica Belgo-Mineira, que esteve presente até a década de 60, fortalecendo a formação de um núcleo urbano que culminou na emancipação de Coronel Fabriciano em 27 de dezembro de 1948.
Coronel Fabriciano sediou os núcleos industriais da Aperam South America (antiga Acesita) e Usiminas, que foram essenciais para a evolução da cidade. Mas, com a emancipação de Timóteo e Ipatinga na década de 60, as empresas passaram a pertencer a estes municípios, respectivamente. O crescimento populacional associado à presença das indústrias exigiu o surgimento de bairros e conjuntos habitacionais, forçando ao mesmo tempo a construção de estabelecimentos de saúde, investimentos em lazer e escolas, acentuadamente na segunda metade do século XX.

## Cronologia
| Cronologia de Coronel Fabriciano              | | |
| Data                                          | Fato | Imagens |
| Século XVI                                    | Expedições são realizadas pelos chamados Sertões do Rio Doce à procura de metais preciosos. | Miniatura da Estação do Calado, inaugurada em 1924 e desativada em 1979, na Catedral de São Sebastião. Foto de 2015. O Sobrado dos Pereira, construído em 1928, foi o primeiro estabelecimento comercial e construção de alvenaria da cidade. Foto de 2017. Capela Nossa Senhora Auxiliadora e Hospital Doutor José Maria Morais, antigo Hospital Siderúrgica, construído em 1936. Foto de 2019. A Escola Estadual Professor Pedro Calmon, fundada em 1952, foi o primeiro prédio escolar da cidade. Foto de 2017. Terminal Rodoviário de Coronel Fabriciano, inaugurado em 1988. Foto de 2010. Unileste em 1990 Centro de Fabriciano em 1991 Bairro Floresta em 1991 Monumento "Os Cinco Elementos da Natureza", na Praça da Estação, inaugurada em 2008. Foto de 2011. Entrada do pronto-socorro do então Hospital Siderúrgica fechada em julho de 2011 Catedral de São Sebastião em 2015 Revezamento da tocha dos Jogos Olímpicos de 2016 nas mãos de Dom Lélis Lara, na Praça da Estação. UPA Doutor Walter Luiz Winter Maia após a inauguração em 2020 Avenida Magalhães Pinto coberta de lama no bairro Giovannini após a enchente de 17 de dezembro de 2024 |
| Século XVII – 1755                            | Proibição do povoamento e exploração da região, a fim de evitar contrabando do ouro extraído em Diamantina. Decadência do metal leva ao fim da interdição. | Miniatura da Estação do Calado, inaugurada em 1924 e desativada em 1979, na Catedral de São Sebastião. Foto de 2015. O Sobrado dos Pereira, construído em 1928, foi o primeiro estabelecimento comercial e construção de alvenaria da cidade. Foto de 2017. Capela Nossa Senhora Auxiliadora e Hospital Doutor José Maria Morais, antigo Hospital Siderúrgica, construído em 1936. Foto de 2019. A Escola Estadual Professor Pedro Calmon, fundada em 1952, foi o primeiro prédio escolar da cidade. Foto de 2017. Terminal Rodoviário de Coronel Fabriciano, inaugurado em 1988. Foto de 2010. Unileste em 1990 Centro de Fabriciano em 1991 Bairro Floresta em 1991 Monumento "Os Cinco Elementos da Natureza", na Praça da Estação, inaugurada em 2008. Foto de 2011. Entrada do pronto-socorro do então Hospital Siderúrgica fechada em julho de 2011 Catedral de São Sebastião em 2015 Revezamento da tocha dos Jogos Olímpicos de 2016 nas mãos de Dom Lélis Lara, na Praça da Estação. UPA Doutor Walter Luiz Winter Maia após a inauguração em 2020 Avenida Magalhães Pinto coberta de lama no bairro Giovannini após a enchente de 17 de dezembro de 2024 |
| Em torno de 1800                              | Estabeleceram-se Francisco Rodrigues Franco, em área fabricianense, e José Assis de Vasconcelos, nas cercanias da atual Usiminas. | Miniatura da Estação do Calado, inaugurada em 1924 e desativada em 1979, na Catedral de São Sebastião. Foto de 2015. O Sobrado dos Pereira, construído em 1928, foi o primeiro estabelecimento comercial e construção de alvenaria da cidade. Foto de 2017. Capela Nossa Senhora Auxiliadora e Hospital Doutor José Maria Morais, antigo Hospital Siderúrgica, construído em 1936. Foto de 2019. A Escola Estadual Professor Pedro Calmon, fundada em 1952, foi o primeiro prédio escolar da cidade. Foto de 2017. Terminal Rodoviário de Coronel Fabriciano, inaugurado em 1988. Foto de 2010. Unileste em 1990 Centro de Fabriciano em 1991 Bairro Floresta em 1991 Monumento "Os Cinco Elementos da Natureza", na Praça da Estação, inaugurada em 2008. Foto de 2011. Entrada do pronto-socorro do então Hospital Siderúrgica fechada em julho de 2011 Catedral de São Sebastião em 2015 Revezamento da tocha dos Jogos Olímpicos de 2016 nas mãos de Dom Lélis Lara, na Praça da Estação. UPA Doutor Walter Luiz Winter Maia após a inauguração em 2020 Avenida Magalhães Pinto coberta de lama no bairro Giovannini após a enchente de 17 de dezembro de 2024 |
| 1825                                          | Uma estrada foi aberta por Guido Marlière ligando Antônio Dias ao rio Santo Antônio, nas proximidades de Naque, cruzando a Serra dos Cocais. O fluxo de tropeiros entre povoamentos nas redondezas levou mais tarde à formação de um pequeno aglomerado, denominado Santo Antônio do Gambá, no atual bairro Melo Viana. | Miniatura da Estação do Calado, inaugurada em 1924 e desativada em 1979, na Catedral de São Sebastião. Foto de 2015. O Sobrado dos Pereira, construído em 1928, foi o primeiro estabelecimento comercial e construção de alvenaria da cidade. Foto de 2017. Capela Nossa Senhora Auxiliadora e Hospital Doutor José Maria Morais, antigo Hospital Siderúrgica, construído em 1936. Foto de 2019. A Escola Estadual Professor Pedro Calmon, fundada em 1952, foi o primeiro prédio escolar da cidade. Foto de 2017. Terminal Rodoviário de Coronel Fabriciano, inaugurado em 1988. Foto de 2010. Unileste em 1990 Centro de Fabriciano em 1991 Bairro Floresta em 1991 Monumento "Os Cinco Elementos da Natureza", na Praça da Estação, inaugurada em 2008. Foto de 2011. Entrada do pronto-socorro do então Hospital Siderúrgica fechada em julho de 2011 Catedral de São Sebastião em 2015 Revezamento da tocha dos Jogos Olímpicos de 2016 nas mãos de Dom Lélis Lara, na Praça da Estação. UPA Doutor Walter Luiz Winter Maia após a inauguração em 2020 Avenida Magalhães Pinto coberta de lama no bairro Giovannini após a enchente de 17 de dezembro de 2024 |
| 1831                                          | Estabelece-se Francisco de Paula e Silva, após receber do imperador Dom Pedro II três sesmarias. Iniciou a remoção da mata virgem, a fim de facilitar o comércio entre os núcleos populacionais vizinhos, e desenvolveu a agricultura. | Miniatura da Estação do Calado, inaugurada em 1924 e desativada em 1979, na Catedral de São Sebastião. Foto de 2015. O Sobrado dos Pereira, construído em 1928, foi o primeiro estabelecimento comercial e construção de alvenaria da cidade. Foto de 2017. Capela Nossa Senhora Auxiliadora e Hospital Doutor José Maria Morais, antigo Hospital Siderúrgica, construído em 1936. Foto de 2019. A Escola Estadual Professor Pedro Calmon, fundada em 1952, foi o primeiro prédio escolar da cidade. Foto de 2017. Terminal Rodoviário de Coronel Fabriciano, inaugurado em 1988. Foto de 2010. Unileste em 1990 Centro de Fabriciano em 1991 Bairro Floresta em 1991 Monumento "Os Cinco Elementos da Natureza", na Praça da Estação, inaugurada em 2008. Foto de 2011. Entrada do pronto-socorro do então Hospital Siderúrgica fechada em julho de 2011 Catedral de São Sebastião em 2015 Revezamento da tocha dos Jogos Olímpicos de 2016 nas mãos de Dom Lélis Lara, na Praça da Estação. UPA Doutor Walter Luiz Winter Maia após a inauguração em 2020 Avenida Magalhães Pinto coberta de lama no bairro Giovannini após a enchente de 17 de dezembro de 2024 |
| Final do século XIX                           | Francisco Romão se estabelece e passa a ser o encarregado do transporte de pessoas e mercadorias entre os povoamentos próximos através do rio Piracicaba. Um porto na foz do ribeirão Caladão, onde mercadorias embarcavam rumo às localidades vizinhas, levou à formação de um pequeno aglomerado, denominado Barra do Calado. | Miniatura da Estação do Calado, inaugurada em 1924 e desativada em 1979, na Catedral de São Sebastião. Foto de 2015. O Sobrado dos Pereira, construído em 1928, foi o primeiro estabelecimento comercial e construção de alvenaria da cidade. Foto de 2017. Capela Nossa Senhora Auxiliadora e Hospital Doutor José Maria Morais, antigo Hospital Siderúrgica, construído em 1936. Foto de 2019. A Escola Estadual Professor Pedro Calmon, fundada em 1952, foi o primeiro prédio escolar da cidade. Foto de 2017. Terminal Rodoviário de Coronel Fabriciano, inaugurado em 1988. Foto de 2010. Unileste em 1990 Centro de Fabriciano em 1991 Bairro Floresta em 1991 Monumento "Os Cinco Elementos da Natureza", na Praça da Estação, inaugurada em 2008. Foto de 2011. Entrada do pronto-socorro do então Hospital Siderúrgica fechada em julho de 2011 Catedral de São Sebastião em 2015 Revezamento da tocha dos Jogos Olímpicos de 2016 nas mãos de Dom Lélis Lara, na Praça da Estação. UPA Doutor Walter Luiz Winter Maia após a inauguração em 2020 Avenida Magalhães Pinto coberta de lama no bairro Giovannini após a enchente de 17 de dezembro de 2024 |
| 1911                                          | A localidade, até então pertencente à Vila de Itabira, passa a pertencer a Antônio Dias. | Miniatura da Estação do Calado, inaugurada em 1924 e desativada em 1979, na Catedral de São Sebastião. Foto de 2015. O Sobrado dos Pereira, construído em 1928, foi o primeiro estabelecimento comercial e construção de alvenaria da cidade. Foto de 2017. Capela Nossa Senhora Auxiliadora e Hospital Doutor José Maria Morais, antigo Hospital Siderúrgica, construído em 1936. Foto de 2019. A Escola Estadual Professor Pedro Calmon, fundada em 1952, foi o primeiro prédio escolar da cidade. Foto de 2017. Terminal Rodoviário de Coronel Fabriciano, inaugurado em 1988. Foto de 2010. Unileste em 1990 Centro de Fabriciano em 1991 Bairro Floresta em 1991 Monumento "Os Cinco Elementos da Natureza", na Praça da Estação, inaugurada em 2008. Foto de 2011. Entrada do pronto-socorro do então Hospital Siderúrgica fechada em julho de 2011 Catedral de São Sebastião em 2015 Revezamento da tocha dos Jogos Olímpicos de 2016 nas mãos de Dom Lélis Lara, na Praça da Estação. UPA Doutor Walter Luiz Winter Maia após a inauguração em 2020 Avenida Magalhães Pinto coberta de lama no bairro Giovannini após a enchente de 17 de dezembro de 2024 |
| 1919                                          | João Teixeira Benevides, atraído pelos projetos da construção da Estrada de Ferro Vitória a Minas (EFVM), trouxe de Ferros a primeira professora (sua sobrinha, Maria de Lourdes de Jesus) e doou terrenos para a construção da primeira escola, o primeiro cemitério e para a igreja de Santo Antônio de Piracicaba. A locação da ferrovia foi retomada após ser paralisada em Belo Oriente e deu início ao desenvolvimento populacional na Barra do Calado em função do estabelecimento de trabalhadores. | Miniatura da Estação do Calado, inaugurada em 1924 e desativada em 1979, na Catedral de São Sebastião. Foto de 2015. O Sobrado dos Pereira, construído em 1928, foi o primeiro estabelecimento comercial e construção de alvenaria da cidade. Foto de 2017. Capela Nossa Senhora Auxiliadora e Hospital Doutor José Maria Morais, antigo Hospital Siderúrgica, construído em 1936. Foto de 2019. A Escola Estadual Professor Pedro Calmon, fundada em 1952, foi o primeiro prédio escolar da cidade. Foto de 2017. Terminal Rodoviário de Coronel Fabriciano, inaugurado em 1988. Foto de 2010. Unileste em 1990 Centro de Fabriciano em 1991 Bairro Floresta em 1991 Monumento "Os Cinco Elementos da Natureza", na Praça da Estação, inaugurada em 2008. Foto de 2011. Entrada do pronto-socorro do então Hospital Siderúrgica fechada em julho de 2011 Catedral de São Sebastião em 2015 Revezamento da tocha dos Jogos Olímpicos de 2016 nas mãos de Dom Lélis Lara, na Praça da Estação. UPA Doutor Walter Luiz Winter Maia após a inauguração em 2020 Avenida Magalhães Pinto coberta de lama no bairro Giovannini após a enchente de 17 de dezembro de 2024 |
| 7 de setembro de 1923                         | Criação do distrito Melo Viana pela lei estadual nº 843, com sede em Santo Antônio de Piracicaba. | Miniatura da Estação do Calado, inaugurada em 1924 e desativada em 1979, na Catedral de São Sebastião. Foto de 2015. O Sobrado dos Pereira, construído em 1928, foi o primeiro estabelecimento comercial e construção de alvenaria da cidade. Foto de 2017. Capela Nossa Senhora Auxiliadora e Hospital Doutor José Maria Morais, antigo Hospital Siderúrgica, construído em 1936. Foto de 2019. A Escola Estadual Professor Pedro Calmon, fundada em 1952, foi o primeiro prédio escolar da cidade. Foto de 2017. Terminal Rodoviário de Coronel Fabriciano, inaugurado em 1988. Foto de 2010. Unileste em 1990 Centro de Fabriciano em 1991 Bairro Floresta em 1991 Monumento "Os Cinco Elementos da Natureza", na Praça da Estação, inaugurada em 2008. Foto de 2011. Entrada do pronto-socorro do então Hospital Siderúrgica fechada em julho de 2011 Catedral de São Sebastião em 2015 Revezamento da tocha dos Jogos Olímpicos de 2016 nas mãos de Dom Lélis Lara, na Praça da Estação. UPA Doutor Walter Luiz Winter Maia após a inauguração em 2020 Avenida Magalhães Pinto coberta de lama no bairro Giovannini após a enchente de 17 de dezembro de 2024 |
| 9 de junho de 1924                            | Inauguração da Estação do Calado. | Miniatura da Estação do Calado, inaugurada em 1924 e desativada em 1979, na Catedral de São Sebastião. Foto de 2015. O Sobrado dos Pereira, construído em 1928, foi o primeiro estabelecimento comercial e construção de alvenaria da cidade. Foto de 2017. Capela Nossa Senhora Auxiliadora e Hospital Doutor José Maria Morais, antigo Hospital Siderúrgica, construído em 1936. Foto de 2019. A Escola Estadual Professor Pedro Calmon, fundada em 1952, foi o primeiro prédio escolar da cidade. Foto de 2017. Terminal Rodoviário de Coronel Fabriciano, inaugurado em 1988. Foto de 2010. Unileste em 1990 Centro de Fabriciano em 1991 Bairro Floresta em 1991 Monumento "Os Cinco Elementos da Natureza", na Praça da Estação, inaugurada em 2008. Foto de 2011. Entrada do pronto-socorro do então Hospital Siderúrgica fechada em julho de 2011 Catedral de São Sebastião em 2015 Revezamento da tocha dos Jogos Olímpicos de 2016 nas mãos de Dom Lélis Lara, na Praça da Estação. UPA Doutor Walter Luiz Winter Maia após a inauguração em 2020 Avenida Magalhães Pinto coberta de lama no bairro Giovannini após a enchente de 17 de dezembro de 2024 |
| 1928                                          | Criação da primeira escola, a Escola Rural Mista. | Miniatura da Estação do Calado, inaugurada em 1924 e desativada em 1979, na Catedral de São Sebastião. Foto de 2015. O Sobrado dos Pereira, construído em 1928, foi o primeiro estabelecimento comercial e construção de alvenaria da cidade. Foto de 2017. Capela Nossa Senhora Auxiliadora e Hospital Doutor José Maria Morais, antigo Hospital Siderúrgica, construído em 1936. Foto de 2019. A Escola Estadual Professor Pedro Calmon, fundada em 1952, foi o primeiro prédio escolar da cidade. Foto de 2017. Terminal Rodoviário de Coronel Fabriciano, inaugurado em 1988. Foto de 2010. Unileste em 1990 Centro de Fabriciano em 1991 Bairro Floresta em 1991 Monumento "Os Cinco Elementos da Natureza", na Praça da Estação, inaugurada em 2008. Foto de 2011. Entrada do pronto-socorro do então Hospital Siderúrgica fechada em julho de 2011 Catedral de São Sebastião em 2015 Revezamento da tocha dos Jogos Olímpicos de 2016 nas mãos de Dom Lélis Lara, na Praça da Estação. UPA Doutor Walter Luiz Winter Maia após a inauguração em 2020 Avenida Magalhães Pinto coberta de lama no bairro Giovannini após a enchente de 17 de dezembro de 2024 |
| 1928                                          | Inauguração do Sobrado dos Pereira, primeiro estabelecimento comercial e construção de alvenaria. | Miniatura da Estação do Calado, inaugurada em 1924 e desativada em 1979, na Catedral de São Sebastião. Foto de 2015. O Sobrado dos Pereira, construído em 1928, foi o primeiro estabelecimento comercial e construção de alvenaria da cidade. Foto de 2017. Capela Nossa Senhora Auxiliadora e Hospital Doutor José Maria Morais, antigo Hospital Siderúrgica, construído em 1936. Foto de 2019. A Escola Estadual Professor Pedro Calmon, fundada em 1952, foi o primeiro prédio escolar da cidade. Foto de 2017. Terminal Rodoviário de Coronel Fabriciano, inaugurado em 1988. Foto de 2010. Unileste em 1990 Centro de Fabriciano em 1991 Bairro Floresta em 1991 Monumento "Os Cinco Elementos da Natureza", na Praça da Estação, inaugurada em 2008. Foto de 2011. Entrada do pronto-socorro do então Hospital Siderúrgica fechada em julho de 2011 Catedral de São Sebastião em 2015 Revezamento da tocha dos Jogos Olímpicos de 2016 nas mãos de Dom Lélis Lara, na Praça da Estação. UPA Doutor Walter Luiz Winter Maia após a inauguração em 2020 Avenida Magalhães Pinto coberta de lama no bairro Giovannini após a enchente de 17 de dezembro de 2024 |
| 1929                                          | Inauguração da primeira igreja do Calado, dedicada a São Sebastião. | Miniatura da Estação do Calado, inaugurada em 1924 e desativada em 1979, na Catedral de São Sebastião. Foto de 2015. O Sobrado dos Pereira, construído em 1928, foi o primeiro estabelecimento comercial e construção de alvenaria da cidade. Foto de 2017. Capela Nossa Senhora Auxiliadora e Hospital Doutor José Maria Morais, antigo Hospital Siderúrgica, construído em 1936. Foto de 2019. A Escola Estadual Professor Pedro Calmon, fundada em 1952, foi o primeiro prédio escolar da cidade. Foto de 2017. Terminal Rodoviário de Coronel Fabriciano, inaugurado em 1988. Foto de 2010. Unileste em 1990 Centro de Fabriciano em 1991 Bairro Floresta em 1991 Monumento "Os Cinco Elementos da Natureza", na Praça da Estação, inaugurada em 2008. Foto de 2011. Entrada do pronto-socorro do então Hospital Siderúrgica fechada em julho de 2011 Catedral de São Sebastião em 2015 Revezamento da tocha dos Jogos Olímpicos de 2016 nas mãos de Dom Lélis Lara, na Praça da Estação. UPA Doutor Walter Luiz Winter Maia após a inauguração em 2020 Avenida Magalhães Pinto coberta de lama no bairro Giovannini após a enchente de 17 de dezembro de 2024 |
| 1933                                          | O cartório do Melo Viana foi transferido para o Calado, alterando-se então a sede do distrito para a região do atual Centro de Fabriciano, que a essa altura já apresentava movimento e número de habitantes superiores. | Miniatura da Estação do Calado, inaugurada em 1924 e desativada em 1979, na Catedral de São Sebastião. Foto de 2015. O Sobrado dos Pereira, construído em 1928, foi o primeiro estabelecimento comercial e construção de alvenaria da cidade. Foto de 2017. Capela Nossa Senhora Auxiliadora e Hospital Doutor José Maria Morais, antigo Hospital Siderúrgica, construído em 1936. Foto de 2019. A Escola Estadual Professor Pedro Calmon, fundada em 1952, foi o primeiro prédio escolar da cidade. Foto de 2017. Terminal Rodoviário de Coronel Fabriciano, inaugurado em 1988. Foto de 2010. Unileste em 1990 Centro de Fabriciano em 1991 Bairro Floresta em 1991 Monumento "Os Cinco Elementos da Natureza", na Praça da Estação, inaugurada em 2008. Foto de 2011. Entrada do pronto-socorro do então Hospital Siderúrgica fechada em julho de 2011 Catedral de São Sebastião em 2015 Revezamento da tocha dos Jogos Olímpicos de 2016 nas mãos de Dom Lélis Lara, na Praça da Estação. UPA Doutor Walter Luiz Winter Maia após a inauguração em 2020 Avenida Magalhães Pinto coberta de lama no bairro Giovannini após a enchente de 17 de dezembro de 2024 |
| Fevereiro de 1936                             | Implantação do escritório da Companhia Siderúrgica Belgo-Mineira, empresa que deu impulso populacional e estrutural e criou, neste mesmo ano, o Hospital Doutor José Maria Morais (antigo Hospital Siderúrgica). | Miniatura da Estação do Calado, inaugurada em 1924 e desativada em 1979, na Catedral de São Sebastião. Foto de 2015. O Sobrado dos Pereira, construído em 1928, foi o primeiro estabelecimento comercial e construção de alvenaria da cidade. Foto de 2017. Capela Nossa Senhora Auxiliadora e Hospital Doutor José Maria Morais, antigo Hospital Siderúrgica, construído em 1936. Foto de 2019. A Escola Estadual Professor Pedro Calmon, fundada em 1952, foi o primeiro prédio escolar da cidade. Foto de 2017. Terminal Rodoviário de Coronel Fabriciano, inaugurado em 1988. Foto de 2010. Unileste em 1990 Centro de Fabriciano em 1991 Bairro Floresta em 1991 Monumento "Os Cinco Elementos da Natureza", na Praça da Estação, inaugurada em 2008. Foto de 2011. Entrada do pronto-socorro do então Hospital Siderúrgica fechada em julho de 2011 Catedral de São Sebastião em 2015 Revezamento da tocha dos Jogos Olímpicos de 2016 nas mãos de Dom Lélis Lara, na Praça da Estação. UPA Doutor Walter Luiz Winter Maia após a inauguração em 2020 Avenida Magalhães Pinto coberta de lama no bairro Giovannini após a enchente de 17 de dezembro de 2024 |
| 30 de março de 1938                           | O distrito Melo Viana passa a denominar-se Coronel Fabriciano, em homenagem ao Tenente-coronel Fabriciano Felisberto Carvalho de Brito. | Miniatura da Estação do Calado, inaugurada em 1924 e desativada em 1979, na Catedral de São Sebastião. Foto de 2015. O Sobrado dos Pereira, construído em 1928, foi o primeiro estabelecimento comercial e construção de alvenaria da cidade. Foto de 2017. Capela Nossa Senhora Auxiliadora e Hospital Doutor José Maria Morais, antigo Hospital Siderúrgica, construído em 1936. Foto de 2019. A Escola Estadual Professor Pedro Calmon, fundada em 1952, foi o primeiro prédio escolar da cidade. Foto de 2017. Terminal Rodoviário de Coronel Fabriciano, inaugurado em 1988. Foto de 2010. Unileste em 1990 Centro de Fabriciano em 1991 Bairro Floresta em 1991 Monumento "Os Cinco Elementos da Natureza", na Praça da Estação, inaugurada em 2008. Foto de 2011. Entrada do pronto-socorro do então Hospital Siderúrgica fechada em julho de 2011 Catedral de São Sebastião em 2015 Revezamento da tocha dos Jogos Olímpicos de 2016 nas mãos de Dom Lélis Lara, na Praça da Estação. UPA Doutor Walter Luiz Winter Maia após a inauguração em 2020 Avenida Magalhães Pinto coberta de lama no bairro Giovannini após a enchente de 17 de dezembro de 2024 |
| 17 de dezembro de 1938                        | Coronel Fabriciano cede território para a criação do distrito de Timóteo. | Miniatura da Estação do Calado, inaugurada em 1924 e desativada em 1979, na Catedral de São Sebastião. Foto de 2015. O Sobrado dos Pereira, construído em 1928, foi o primeiro estabelecimento comercial e construção de alvenaria da cidade. Foto de 2017. Capela Nossa Senhora Auxiliadora e Hospital Doutor José Maria Morais, antigo Hospital Siderúrgica, construído em 1936. Foto de 2019. A Escola Estadual Professor Pedro Calmon, fundada em 1952, foi o primeiro prédio escolar da cidade. Foto de 2017. Terminal Rodoviário de Coronel Fabriciano, inaugurado em 1988. Foto de 2010. Unileste em 1990 Centro de Fabriciano em 1991 Bairro Floresta em 1991 Monumento "Os Cinco Elementos da Natureza", na Praça da Estação, inaugurada em 2008. Foto de 2011. Entrada do pronto-socorro do então Hospital Siderúrgica fechada em julho de 2011 Catedral de São Sebastião em 2015 Revezamento da tocha dos Jogos Olímpicos de 2016 nas mãos de Dom Lélis Lara, na Praça da Estação. UPA Doutor Walter Luiz Winter Maia após a inauguração em 2020 Avenida Magalhães Pinto coberta de lama no bairro Giovannini após a enchente de 17 de dezembro de 2024 |
| 1º de outubro de 1944                         | Criação do Social Futebol Clube, antigo Comercial Futebol Clube. | Miniatura da Estação do Calado, inaugurada em 1924 e desativada em 1979, na Catedral de São Sebastião. Foto de 2015. O Sobrado dos Pereira, construído em 1928, foi o primeiro estabelecimento comercial e construção de alvenaria da cidade. Foto de 2017. Capela Nossa Senhora Auxiliadora e Hospital Doutor José Maria Morais, antigo Hospital Siderúrgica, construído em 1936. Foto de 2019. A Escola Estadual Professor Pedro Calmon, fundada em 1952, foi o primeiro prédio escolar da cidade. Foto de 2017. Terminal Rodoviário de Coronel Fabriciano, inaugurado em 1988. Foto de 2010. Unileste em 1990 Centro de Fabriciano em 1991 Bairro Floresta em 1991 Monumento "Os Cinco Elementos da Natureza", na Praça da Estação, inaugurada em 2008. Foto de 2011. Entrada do pronto-socorro do então Hospital Siderúrgica fechada em julho de 2011 Catedral de São Sebastião em 2015 Revezamento da tocha dos Jogos Olímpicos de 2016 nas mãos de Dom Lélis Lara, na Praça da Estação. UPA Doutor Walter Luiz Winter Maia após a inauguração em 2020 Avenida Magalhães Pinto coberta de lama no bairro Giovannini após a enchente de 17 de dezembro de 2024 |
| 31 de outubro de 1944                         | Instalação da Acesita, empresa que deu origem a um novo ciclo de desenvolvimento comercial e populacional. | Miniatura da Estação do Calado, inaugurada em 1924 e desativada em 1979, na Catedral de São Sebastião. Foto de 2015. O Sobrado dos Pereira, construído em 1928, foi o primeiro estabelecimento comercial e construção de alvenaria da cidade. Foto de 2017. Capela Nossa Senhora Auxiliadora e Hospital Doutor José Maria Morais, antigo Hospital Siderúrgica, construído em 1936. Foto de 2019. A Escola Estadual Professor Pedro Calmon, fundada em 1952, foi o primeiro prédio escolar da cidade. Foto de 2017. Terminal Rodoviário de Coronel Fabriciano, inaugurado em 1988. Foto de 2010. Unileste em 1990 Centro de Fabriciano em 1991 Bairro Floresta em 1991 Monumento "Os Cinco Elementos da Natureza", na Praça da Estação, inaugurada em 2008. Foto de 2011. Entrada do pronto-socorro do então Hospital Siderúrgica fechada em julho de 2011 Catedral de São Sebastião em 2015 Revezamento da tocha dos Jogos Olímpicos de 2016 nas mãos de Dom Lélis Lara, na Praça da Estação. UPA Doutor Walter Luiz Winter Maia após a inauguração em 2020 Avenida Magalhães Pinto coberta de lama no bairro Giovannini após a enchente de 17 de dezembro de 2024 |
| 1947                                          | Criação da comissão pró-emancipação do distrito, estruturada por Rubem Siqueira Maia. A primeira proposta fora rejeitada pelo governo mineiro devido ao censo realizado pela prefeitura de Antônio Dias contabilizar cerca de 5 mil residentes, abaixo do mínimo de 10 mil exigido à época. | Miniatura da Estação do Calado, inaugurada em 1924 e desativada em 1979, na Catedral de São Sebastião. Foto de 2015. O Sobrado dos Pereira, construído em 1928, foi o primeiro estabelecimento comercial e construção de alvenaria da cidade. Foto de 2017. Capela Nossa Senhora Auxiliadora e Hospital Doutor José Maria Morais, antigo Hospital Siderúrgica, construído em 1936. Foto de 2019. A Escola Estadual Professor Pedro Calmon, fundada em 1952, foi o primeiro prédio escolar da cidade. Foto de 2017. Terminal Rodoviário de Coronel Fabriciano, inaugurado em 1988. Foto de 2010. Unileste em 1990 Centro de Fabriciano em 1991 Bairro Floresta em 1991 Monumento "Os Cinco Elementos da Natureza", na Praça da Estação, inaugurada em 2008. Foto de 2011. Entrada do pronto-socorro do então Hospital Siderúrgica fechada em julho de 2011 Catedral de São Sebastião em 2015 Revezamento da tocha dos Jogos Olímpicos de 2016 nas mãos de Dom Lélis Lara, na Praça da Estação. UPA Doutor Walter Luiz Winter Maia após a inauguração em 2020 Avenida Magalhães Pinto coberta de lama no bairro Giovannini após a enchente de 17 de dezembro de 2024 |
| 25 de fevereiro de 1948                       | Uma nova proposta de emancipação foi enviada à Assembleia Legislativa de Minas Gerais (ALMG). Foram acrescentados os registros de batismos à quantidade de habitantes obtida pelo censo realizado pelo governo antoniodiense, excedendo-se assim o mínimo exigido de 10 mil habitantes. | Miniatura da Estação do Calado, inaugurada em 1924 e desativada em 1979, na Catedral de São Sebastião. Foto de 2015. O Sobrado dos Pereira, construído em 1928, foi o primeiro estabelecimento comercial e construção de alvenaria da cidade. Foto de 2017. Capela Nossa Senhora Auxiliadora e Hospital Doutor José Maria Morais, antigo Hospital Siderúrgica, construído em 1936. Foto de 2019. A Escola Estadual Professor Pedro Calmon, fundada em 1952, foi o primeiro prédio escolar da cidade. Foto de 2017. Terminal Rodoviário de Coronel Fabriciano, inaugurado em 1988. Foto de 2010. Unileste em 1990 Centro de Fabriciano em 1991 Bairro Floresta em 1991 Monumento "Os Cinco Elementos da Natureza", na Praça da Estação, inaugurada em 2008. Foto de 2011. Entrada do pronto-socorro do então Hospital Siderúrgica fechada em julho de 2011 Catedral de São Sebastião em 2015 Revezamento da tocha dos Jogos Olímpicos de 2016 nas mãos de Dom Lélis Lara, na Praça da Estação. UPA Doutor Walter Luiz Winter Maia após a inauguração em 2020 Avenida Magalhães Pinto coberta de lama no bairro Giovannini após a enchente de 17 de dezembro de 2024 |
| 15 de agosto de 1948                          | Criação da Paróquia São Sebastião, primeira instituição religiosa do Vale do Aço. | Miniatura da Estação do Calado, inaugurada em 1924 e desativada em 1979, na Catedral de São Sebastião. Foto de 2015. O Sobrado dos Pereira, construído em 1928, foi o primeiro estabelecimento comercial e construção de alvenaria da cidade. Foto de 2017. Capela Nossa Senhora Auxiliadora e Hospital Doutor José Maria Morais, antigo Hospital Siderúrgica, construído em 1936. Foto de 2019. A Escola Estadual Professor Pedro Calmon, fundada em 1952, foi o primeiro prédio escolar da cidade. Foto de 2017. Terminal Rodoviário de Coronel Fabriciano, inaugurado em 1988. Foto de 2010. Unileste em 1990 Centro de Fabriciano em 1991 Bairro Floresta em 1991 Monumento "Os Cinco Elementos da Natureza", na Praça da Estação, inaugurada em 2008. Foto de 2011. Entrada do pronto-socorro do então Hospital Siderúrgica fechada em julho de 2011 Catedral de São Sebastião em 2015 Revezamento da tocha dos Jogos Olímpicos de 2016 nas mãos de Dom Lélis Lara, na Praça da Estação. UPA Doutor Walter Luiz Winter Maia após a inauguração em 2020 Avenida Magalhães Pinto coberta de lama no bairro Giovannini após a enchente de 17 de dezembro de 2024 |
| 27 de dezembro de 1948                        | Emancipação política de Coronel Fabriciano, pela lei estadual nº 336, desmembrando-se de Antônio Dias composta pelos distritos de Barra Alegre e Timóteo e pelo distrito-sede. | Miniatura da Estação do Calado, inaugurada em 1924 e desativada em 1979, na Catedral de São Sebastião. Foto de 2015. O Sobrado dos Pereira, construído em 1928, foi o primeiro estabelecimento comercial e construção de alvenaria da cidade. Foto de 2017. Capela Nossa Senhora Auxiliadora e Hospital Doutor José Maria Morais, antigo Hospital Siderúrgica, construído em 1936. Foto de 2019. A Escola Estadual Professor Pedro Calmon, fundada em 1952, foi o primeiro prédio escolar da cidade. Foto de 2017. Terminal Rodoviário de Coronel Fabriciano, inaugurado em 1988. Foto de 2010. Unileste em 1990 Centro de Fabriciano em 1991 Bairro Floresta em 1991 Monumento "Os Cinco Elementos da Natureza", na Praça da Estação, inaugurada em 2008. Foto de 2011. Entrada do pronto-socorro do então Hospital Siderúrgica fechada em julho de 2011 Catedral de São Sebastião em 2015 Revezamento da tocha dos Jogos Olímpicos de 2016 nas mãos de Dom Lélis Lara, na Praça da Estação. UPA Doutor Walter Luiz Winter Maia após a inauguração em 2020 Avenida Magalhães Pinto coberta de lama no bairro Giovannini após a enchente de 17 de dezembro de 2024 |
| 1º de janeiro de 1949                         | Instalação do município, assumindo como intendente o Dr. Antônio Gonçalves Gravatá até a realização da primeira eleição. | Miniatura da Estação do Calado, inaugurada em 1924 e desativada em 1979, na Catedral de São Sebastião. Foto de 2015. O Sobrado dos Pereira, construído em 1928, foi o primeiro estabelecimento comercial e construção de alvenaria da cidade. Foto de 2017. Capela Nossa Senhora Auxiliadora e Hospital Doutor José Maria Morais, antigo Hospital Siderúrgica, construído em 1936. Foto de 2019. A Escola Estadual Professor Pedro Calmon, fundada em 1952, foi o primeiro prédio escolar da cidade. Foto de 2017. Terminal Rodoviário de Coronel Fabriciano, inaugurado em 1988. Foto de 2010. Unileste em 1990 Centro de Fabriciano em 1991 Bairro Floresta em 1991 Monumento "Os Cinco Elementos da Natureza", na Praça da Estação, inaugurada em 2008. Foto de 2011. Entrada do pronto-socorro do então Hospital Siderúrgica fechada em julho de 2011 Catedral de São Sebastião em 2015 Revezamento da tocha dos Jogos Olímpicos de 2016 nas mãos de Dom Lélis Lara, na Praça da Estação. UPA Doutor Walter Luiz Winter Maia após a inauguração em 2020 Avenida Magalhães Pinto coberta de lama no bairro Giovannini após a enchente de 17 de dezembro de 2024 |
| 15 de março de 1949                           | Tomam posse o primeiro prefeito Rubem Siqueira Maia, seu vice coronel Silvino Pereira e os vereadores Nicanor Ataíde, Lauro Pereira, Ary Barros, José Anatólio Barbosa, Wenceslau Martins Araújo, Sebastião Mendes Araújo, José Paula Viana, Raimundo Martins Fraga e José Wilson Camargo. | Miniatura da Estação do Calado, inaugurada em 1924 e desativada em 1979, na Catedral de São Sebastião. Foto de 2015. O Sobrado dos Pereira, construído em 1928, foi o primeiro estabelecimento comercial e construção de alvenaria da cidade. Foto de 2017. Capela Nossa Senhora Auxiliadora e Hospital Doutor José Maria Morais, antigo Hospital Siderúrgica, construído em 1936. Foto de 2019. A Escola Estadual Professor Pedro Calmon, fundada em 1952, foi o primeiro prédio escolar da cidade. Foto de 2017. Terminal Rodoviário de Coronel Fabriciano, inaugurado em 1988. Foto de 2010. Unileste em 1990 Centro de Fabriciano em 1991 Bairro Floresta em 1991 Monumento "Os Cinco Elementos da Natureza", na Praça da Estação, inaugurada em 2008. Foto de 2011. Entrada do pronto-socorro do então Hospital Siderúrgica fechada em julho de 2011 Catedral de São Sebastião em 2015 Revezamento da tocha dos Jogos Olímpicos de 2016 nas mãos de Dom Lélis Lara, na Praça da Estação. UPA Doutor Walter Luiz Winter Maia após a inauguração em 2020 Avenida Magalhães Pinto coberta de lama no bairro Giovannini após a enchente de 17 de dezembro de 2024 |
| Agosto de 1949                                | Inauguração da Igreja Matriz de São Sebastião, em substituição à antiga, que havia desmoronado. | Miniatura da Estação do Calado, inaugurada em 1924 e desativada em 1979, na Catedral de São Sebastião. Foto de 2015. O Sobrado dos Pereira, construído em 1928, foi o primeiro estabelecimento comercial e construção de alvenaria da cidade. Foto de 2017. Capela Nossa Senhora Auxiliadora e Hospital Doutor José Maria Morais, antigo Hospital Siderúrgica, construído em 1936. Foto de 2019. A Escola Estadual Professor Pedro Calmon, fundada em 1952, foi o primeiro prédio escolar da cidade. Foto de 2017. Terminal Rodoviário de Coronel Fabriciano, inaugurado em 1988. Foto de 2010. Unileste em 1990 Centro de Fabriciano em 1991 Bairro Floresta em 1991 Monumento "Os Cinco Elementos da Natureza", na Praça da Estação, inaugurada em 2008. Foto de 2011. Entrada do pronto-socorro do então Hospital Siderúrgica fechada em julho de 2011 Catedral de São Sebastião em 2015 Revezamento da tocha dos Jogos Olímpicos de 2016 nas mãos de Dom Lélis Lara, na Praça da Estação. UPA Doutor Walter Luiz Winter Maia após a inauguração em 2020 Avenida Magalhães Pinto coberta de lama no bairro Giovannini após a enchente de 17 de dezembro de 2024 |
| Década de 1950                                | Instituição do primeiro sistema de transporte público, dos primeiros pontos de táxi e do primeiro terminal rodoviário. Foram construídos os primeiros clubes, cinemas, bares e restaurantes. | Miniatura da Estação do Calado, inaugurada em 1924 e desativada em 1979, na Catedral de São Sebastião. Foto de 2015. O Sobrado dos Pereira, construído em 1928, foi o primeiro estabelecimento comercial e construção de alvenaria da cidade. Foto de 2017. Capela Nossa Senhora Auxiliadora e Hospital Doutor José Maria Morais, antigo Hospital Siderúrgica, construído em 1936. Foto de 2019. A Escola Estadual Professor Pedro Calmon, fundada em 1952, foi o primeiro prédio escolar da cidade. Foto de 2017. Terminal Rodoviário de Coronel Fabriciano, inaugurado em 1988. Foto de 2010. Unileste em 1990 Centro de Fabriciano em 1991 Bairro Floresta em 1991 Monumento "Os Cinco Elementos da Natureza", na Praça da Estação, inaugurada em 2008. Foto de 2011. Entrada do pronto-socorro do então Hospital Siderúrgica fechada em julho de 2011 Catedral de São Sebastião em 2015 Revezamento da tocha dos Jogos Olímpicos de 2016 nas mãos de Dom Lélis Lara, na Praça da Estação. UPA Doutor Walter Luiz Winter Maia após a inauguração em 2020 Avenida Magalhães Pinto coberta de lama no bairro Giovannini após a enchente de 17 de dezembro de 2024 |
| 5 de setembro de 1950                         | Fundação do Colégio Angélica, primeira grande instituição de ensino. | Miniatura da Estação do Calado, inaugurada em 1924 e desativada em 1979, na Catedral de São Sebastião. Foto de 2015. O Sobrado dos Pereira, construído em 1928, foi o primeiro estabelecimento comercial e construção de alvenaria da cidade. Foto de 2017. Capela Nossa Senhora Auxiliadora e Hospital Doutor José Maria Morais, antigo Hospital Siderúrgica, construído em 1936. Foto de 2019. A Escola Estadual Professor Pedro Calmon, fundada em 1952, foi o primeiro prédio escolar da cidade. Foto de 2017. Terminal Rodoviário de Coronel Fabriciano, inaugurado em 1988. Foto de 2010. Unileste em 1990 Centro de Fabriciano em 1991 Bairro Floresta em 1991 Monumento "Os Cinco Elementos da Natureza", na Praça da Estação, inaugurada em 2008. Foto de 2011. Entrada do pronto-socorro do então Hospital Siderúrgica fechada em julho de 2011 Catedral de São Sebastião em 2015 Revezamento da tocha dos Jogos Olímpicos de 2016 nas mãos de Dom Lélis Lara, na Praça da Estação. UPA Doutor Walter Luiz Winter Maia após a inauguração em 2020 Avenida Magalhães Pinto coberta de lama no bairro Giovannini após a enchente de 17 de dezembro de 2024 |
| 1952                                          | Inauguração da Escola Estadual Professor Pedro Calmon, primeiro prédio escolar da cidade. | Miniatura da Estação do Calado, inaugurada em 1924 e desativada em 1979, na Catedral de São Sebastião. Foto de 2015. O Sobrado dos Pereira, construído em 1928, foi o primeiro estabelecimento comercial e construção de alvenaria da cidade. Foto de 2017. Capela Nossa Senhora Auxiliadora e Hospital Doutor José Maria Morais, antigo Hospital Siderúrgica, construído em 1936. Foto de 2019. A Escola Estadual Professor Pedro Calmon, fundada em 1952, foi o primeiro prédio escolar da cidade. Foto de 2017. Terminal Rodoviário de Coronel Fabriciano, inaugurado em 1988. Foto de 2010. Unileste em 1990 Centro de Fabriciano em 1991 Bairro Floresta em 1991 Monumento "Os Cinco Elementos da Natureza", na Praça da Estação, inaugurada em 2008. Foto de 2011. Entrada do pronto-socorro do então Hospital Siderúrgica fechada em julho de 2011 Catedral de São Sebastião em 2015 Revezamento da tocha dos Jogos Olímpicos de 2016 nas mãos de Dom Lélis Lara, na Praça da Estação. UPA Doutor Walter Luiz Winter Maia após a inauguração em 2020 Avenida Magalhães Pinto coberta de lama no bairro Giovannini após a enchente de 17 de dezembro de 2024 |
| 12 de dezembro de 1953                        | Criação do distrito de Ipatinga. | Miniatura da Estação do Calado, inaugurada em 1924 e desativada em 1979, na Catedral de São Sebastião. Foto de 2015. O Sobrado dos Pereira, construído em 1928, foi o primeiro estabelecimento comercial e construção de alvenaria da cidade. Foto de 2017. Capela Nossa Senhora Auxiliadora e Hospital Doutor José Maria Morais, antigo Hospital Siderúrgica, construído em 1936. Foto de 2019. A Escola Estadual Professor Pedro Calmon, fundada em 1952, foi o primeiro prédio escolar da cidade. Foto de 2017. Terminal Rodoviário de Coronel Fabriciano, inaugurado em 1988. Foto de 2010. Unileste em 1990 Centro de Fabriciano em 1991 Bairro Floresta em 1991 Monumento "Os Cinco Elementos da Natureza", na Praça da Estação, inaugurada em 2008. Foto de 2011. Entrada do pronto-socorro do então Hospital Siderúrgica fechada em julho de 2011 Catedral de São Sebastião em 2015 Revezamento da tocha dos Jogos Olímpicos de 2016 nas mãos de Dom Lélis Lara, na Praça da Estação. UPA Doutor Walter Luiz Winter Maia após a inauguração em 2020 Avenida Magalhães Pinto coberta de lama no bairro Giovannini após a enchente de 17 de dezembro de 2024 |
| 3 de abril de 1955                            | Instalação da Comarca de Coronel Fabriciano. | Miniatura da Estação do Calado, inaugurada em 1924 e desativada em 1979, na Catedral de São Sebastião. Foto de 2015. O Sobrado dos Pereira, construído em 1928, foi o primeiro estabelecimento comercial e construção de alvenaria da cidade. Foto de 2017. Capela Nossa Senhora Auxiliadora e Hospital Doutor José Maria Morais, antigo Hospital Siderúrgica, construído em 1936. Foto de 2019. A Escola Estadual Professor Pedro Calmon, fundada em 1952, foi o primeiro prédio escolar da cidade. Foto de 2017. Terminal Rodoviário de Coronel Fabriciano, inaugurado em 1988. Foto de 2010. Unileste em 1990 Centro de Fabriciano em 1991 Bairro Floresta em 1991 Monumento "Os Cinco Elementos da Natureza", na Praça da Estação, inaugurada em 2008. Foto de 2011. Entrada do pronto-socorro do então Hospital Siderúrgica fechada em julho de 2011 Catedral de São Sebastião em 2015 Revezamento da tocha dos Jogos Olímpicos de 2016 nas mãos de Dom Lélis Lara, na Praça da Estação. UPA Doutor Walter Luiz Winter Maia após a inauguração em 2020 Avenida Magalhães Pinto coberta de lama no bairro Giovannini após a enchente de 17 de dezembro de 2024 |
| 25 de abril de 1958                           | Criação da Usiminas no distrito de Ipatinga. | Miniatura da Estação do Calado, inaugurada em 1924 e desativada em 1979, na Catedral de São Sebastião. Foto de 2015. O Sobrado dos Pereira, construído em 1928, foi o primeiro estabelecimento comercial e construção de alvenaria da cidade. Foto de 2017. Capela Nossa Senhora Auxiliadora e Hospital Doutor José Maria Morais, antigo Hospital Siderúrgica, construído em 1936. Foto de 2019. A Escola Estadual Professor Pedro Calmon, fundada em 1952, foi o primeiro prédio escolar da cidade. Foto de 2017. Terminal Rodoviário de Coronel Fabriciano, inaugurado em 1988. Foto de 2010. Unileste em 1990 Centro de Fabriciano em 1991 Bairro Floresta em 1991 Monumento "Os Cinco Elementos da Natureza", na Praça da Estação, inaugurada em 2008. Foto de 2011. Entrada do pronto-socorro do então Hospital Siderúrgica fechada em julho de 2011 Catedral de São Sebastião em 2015 Revezamento da tocha dos Jogos Olímpicos de 2016 nas mãos de Dom Lélis Lara, na Praça da Estação. UPA Doutor Walter Luiz Winter Maia após a inauguração em 2020 Avenida Magalhães Pinto coberta de lama no bairro Giovannini após a enchente de 17 de dezembro de 2024 |
| Junho de 1960                                 | Inauguração do Hospital Unimed, antiga Casa de Saúde Nossa Senhora do Carmo e, posteriormente, Hospital Nossa Senhora do Carmo. | Miniatura da Estação do Calado, inaugurada em 1924 e desativada em 1979, na Catedral de São Sebastião. Foto de 2015. O Sobrado dos Pereira, construído em 1928, foi o primeiro estabelecimento comercial e construção de alvenaria da cidade. Foto de 2017. Capela Nossa Senhora Auxiliadora e Hospital Doutor José Maria Morais, antigo Hospital Siderúrgica, construído em 1936. Foto de 2019. A Escola Estadual Professor Pedro Calmon, fundada em 1952, foi o primeiro prédio escolar da cidade. Foto de 2017. Terminal Rodoviário de Coronel Fabriciano, inaugurado em 1988. Foto de 2010. Unileste em 1990 Centro de Fabriciano em 1991 Bairro Floresta em 1991 Monumento "Os Cinco Elementos da Natureza", na Praça da Estação, inaugurada em 2008. Foto de 2011. Entrada do pronto-socorro do então Hospital Siderúrgica fechada em julho de 2011 Catedral de São Sebastião em 2015 Revezamento da tocha dos Jogos Olímpicos de 2016 nas mãos de Dom Lélis Lara, na Praça da Estação. UPA Doutor Walter Luiz Winter Maia após a inauguração em 2020 Avenida Magalhães Pinto coberta de lama no bairro Giovannini após a enchente de 17 de dezembro de 2024 |
| 30 de dezembro de 1962                        | Decretada a emancipação dos distritos de Ipatinga e Timóteo, que passaram a sediar os complexos industriais da Usiminas e Acesita, respectivamente. Barra Alegre passa a pertencer a Ipatinga. Em Coronel Fabriciano, é criado o distrito Senador Melo Viana. | Miniatura da Estação do Calado, inaugurada em 1924 e desativada em 1979, na Catedral de São Sebastião. Foto de 2015. O Sobrado dos Pereira, construído em 1928, foi o primeiro estabelecimento comercial e construção de alvenaria da cidade. Foto de 2017. Capela Nossa Senhora Auxiliadora e Hospital Doutor José Maria Morais, antigo Hospital Siderúrgica, construído em 1936. Foto de 2019. A Escola Estadual Professor Pedro Calmon, fundada em 1952, foi o primeiro prédio escolar da cidade. Foto de 2017. Terminal Rodoviário de Coronel Fabriciano, inaugurado em 1988. Foto de 2010. Unileste em 1990 Centro de Fabriciano em 1991 Bairro Floresta em 1991 Monumento "Os Cinco Elementos da Natureza", na Praça da Estação, inaugurada em 2008. Foto de 2011. Entrada do pronto-socorro do então Hospital Siderúrgica fechada em julho de 2011 Catedral de São Sebastião em 2015 Revezamento da tocha dos Jogos Olímpicos de 2016 nas mãos de Dom Lélis Lara, na Praça da Estação. UPA Doutor Walter Luiz Winter Maia após a inauguração em 2020 Avenida Magalhães Pinto coberta de lama no bairro Giovannini após a enchente de 17 de dezembro de 2024 |
| 20 de janeiro de 1963                         | Criação da Paróquia Santo Antônio. | Miniatura da Estação do Calado, inaugurada em 1924 e desativada em 1979, na Catedral de São Sebastião. Foto de 2015. O Sobrado dos Pereira, construído em 1928, foi o primeiro estabelecimento comercial e construção de alvenaria da cidade. Foto de 2017. Capela Nossa Senhora Auxiliadora e Hospital Doutor José Maria Morais, antigo Hospital Siderúrgica, construído em 1936. Foto de 2019. A Escola Estadual Professor Pedro Calmon, fundada em 1952, foi o primeiro prédio escolar da cidade. Foto de 2017. Terminal Rodoviário de Coronel Fabriciano, inaugurado em 1988. Foto de 2010. Unileste em 1990 Centro de Fabriciano em 1991 Bairro Floresta em 1991 Monumento "Os Cinco Elementos da Natureza", na Praça da Estação, inaugurada em 2008. Foto de 2011. Entrada do pronto-socorro do então Hospital Siderúrgica fechada em julho de 2011 Catedral de São Sebastião em 2015 Revezamento da tocha dos Jogos Olímpicos de 2016 nas mãos de Dom Lélis Lara, na Praça da Estação. UPA Doutor Walter Luiz Winter Maia após a inauguração em 2020 Avenida Magalhães Pinto coberta de lama no bairro Giovannini após a enchente de 17 de dezembro de 2024 |
| 12 de junho de 1966                           | Primeira transmissão da Rádio Educadora, que foi a primeira emissora de rádio de Fabriciano e do Vale do Aço, oficializada em 1968. | Miniatura da Estação do Calado, inaugurada em 1924 e desativada em 1979, na Catedral de São Sebastião. Foto de 2015. O Sobrado dos Pereira, construído em 1928, foi o primeiro estabelecimento comercial e construção de alvenaria da cidade. Foto de 2017. Capela Nossa Senhora Auxiliadora e Hospital Doutor José Maria Morais, antigo Hospital Siderúrgica, construído em 1936. Foto de 2019. A Escola Estadual Professor Pedro Calmon, fundada em 1952, foi o primeiro prédio escolar da cidade. Foto de 2017. Terminal Rodoviário de Coronel Fabriciano, inaugurado em 1988. Foto de 2010. Unileste em 1990 Centro de Fabriciano em 1991 Bairro Floresta em 1991 Monumento "Os Cinco Elementos da Natureza", na Praça da Estação, inaugurada em 2008. Foto de 2011. Entrada do pronto-socorro do então Hospital Siderúrgica fechada em julho de 2011 Catedral de São Sebastião em 2015 Revezamento da tocha dos Jogos Olímpicos de 2016 nas mãos de Dom Lélis Lara, na Praça da Estação. UPA Doutor Walter Luiz Winter Maia após a inauguração em 2020 Avenida Magalhães Pinto coberta de lama no bairro Giovannini após a enchente de 17 de dezembro de 2024 |
| 1969                                          | Criação do Centro Universitário Católica do Leste de Minas Gerais (Unileste). | Miniatura da Estação do Calado, inaugurada em 1924 e desativada em 1979, na Catedral de São Sebastião. Foto de 2015. O Sobrado dos Pereira, construído em 1928, foi o primeiro estabelecimento comercial e construção de alvenaria da cidade. Foto de 2017. Capela Nossa Senhora Auxiliadora e Hospital Doutor José Maria Morais, antigo Hospital Siderúrgica, construído em 1936. Foto de 2019. A Escola Estadual Professor Pedro Calmon, fundada em 1952, foi o primeiro prédio escolar da cidade. Foto de 2017. Terminal Rodoviário de Coronel Fabriciano, inaugurado em 1988. Foto de 2010. Unileste em 1990 Centro de Fabriciano em 1991 Bairro Floresta em 1991 Monumento "Os Cinco Elementos da Natureza", na Praça da Estação, inaugurada em 2008. Foto de 2011. Entrada do pronto-socorro do então Hospital Siderúrgica fechada em julho de 2011 Catedral de São Sebastião em 2015 Revezamento da tocha dos Jogos Olímpicos de 2016 nas mãos de Dom Lélis Lara, na Praça da Estação. UPA Doutor Walter Luiz Winter Maia após a inauguração em 2020 Avenida Magalhães Pinto coberta de lama no bairro Giovannini após a enchente de 17 de dezembro de 2024 |
| 1969                                          | Inauguração da Escola Estadual Alberto Giovannini, primeira escola estadual da cidade. | Miniatura da Estação do Calado, inaugurada em 1924 e desativada em 1979, na Catedral de São Sebastião. Foto de 2015. O Sobrado dos Pereira, construído em 1928, foi o primeiro estabelecimento comercial e construção de alvenaria da cidade. Foto de 2017. Capela Nossa Senhora Auxiliadora e Hospital Doutor José Maria Morais, antigo Hospital Siderúrgica, construído em 1936. Foto de 2019. A Escola Estadual Professor Pedro Calmon, fundada em 1952, foi o primeiro prédio escolar da cidade. Foto de 2017. Terminal Rodoviário de Coronel Fabriciano, inaugurado em 1988. Foto de 2010. Unileste em 1990 Centro de Fabriciano em 1991 Bairro Floresta em 1991 Monumento "Os Cinco Elementos da Natureza", na Praça da Estação, inaugurada em 2008. Foto de 2011. Entrada do pronto-socorro do então Hospital Siderúrgica fechada em julho de 2011 Catedral de São Sebastião em 2015 Revezamento da tocha dos Jogos Olímpicos de 2016 nas mãos de Dom Lélis Lara, na Praça da Estação. UPA Doutor Walter Luiz Winter Maia após a inauguração em 2020 Avenida Magalhães Pinto coberta de lama no bairro Giovannini após a enchente de 17 de dezembro de 2024 |
| 29 de janeiro de 1979                         | Fechamento da Estação do Calado. | Miniatura da Estação do Calado, inaugurada em 1924 e desativada em 1979, na Catedral de São Sebastião. Foto de 2015. O Sobrado dos Pereira, construído em 1928, foi o primeiro estabelecimento comercial e construção de alvenaria da cidade. Foto de 2017. Capela Nossa Senhora Auxiliadora e Hospital Doutor José Maria Morais, antigo Hospital Siderúrgica, construído em 1936. Foto de 2019. A Escola Estadual Professor Pedro Calmon, fundada em 1952, foi o primeiro prédio escolar da cidade. Foto de 2017. Terminal Rodoviário de Coronel Fabriciano, inaugurado em 1988. Foto de 2010. Unileste em 1990 Centro de Fabriciano em 1991 Bairro Floresta em 1991 Monumento "Os Cinco Elementos da Natureza", na Praça da Estação, inaugurada em 2008. Foto de 2011. Entrada do pronto-socorro do então Hospital Siderúrgica fechada em julho de 2011 Catedral de São Sebastião em 2015 Revezamento da tocha dos Jogos Olímpicos de 2016 nas mãos de Dom Lélis Lara, na Praça da Estação. UPA Doutor Walter Luiz Winter Maia após a inauguração em 2020 Avenida Magalhães Pinto coberta de lama no bairro Giovannini após a enchente de 17 de dezembro de 2024 |
| Fevereiro de 1979                             | Após dias seguidos de chuvas intensas, a cidade é afetada por grandes enchentes, deixando bairros inteiros inundados e vários desabrigados. | Miniatura da Estação do Calado, inaugurada em 1924 e desativada em 1979, na Catedral de São Sebastião. Foto de 2015. O Sobrado dos Pereira, construído em 1928, foi o primeiro estabelecimento comercial e construção de alvenaria da cidade. Foto de 2017. Capela Nossa Senhora Auxiliadora e Hospital Doutor José Maria Morais, antigo Hospital Siderúrgica, construído em 1936. Foto de 2019. A Escola Estadual Professor Pedro Calmon, fundada em 1952, foi o primeiro prédio escolar da cidade. Foto de 2017. Terminal Rodoviário de Coronel Fabriciano, inaugurado em 1988. Foto de 2010. Unileste em 1990 Centro de Fabriciano em 1991 Bairro Floresta em 1991 Monumento "Os Cinco Elementos da Natureza", na Praça da Estação, inaugurada em 2008. Foto de 2011. Entrada do pronto-socorro do então Hospital Siderúrgica fechada em julho de 2011 Catedral de São Sebastião em 2015 Revezamento da tocha dos Jogos Olímpicos de 2016 nas mãos de Dom Lélis Lara, na Praça da Estação. UPA Doutor Walter Luiz Winter Maia após a inauguração em 2020 Avenida Magalhães Pinto coberta de lama no bairro Giovannini após a enchente de 17 de dezembro de 2024 |
| 1º de junho de 1979                           | Coronel Fabriciano é promovida à cossede da até então Diocese de Itabira. | Miniatura da Estação do Calado, inaugurada em 1924 e desativada em 1979, na Catedral de São Sebastião. Foto de 2015. O Sobrado dos Pereira, construído em 1928, foi o primeiro estabelecimento comercial e construção de alvenaria da cidade. Foto de 2017. Capela Nossa Senhora Auxiliadora e Hospital Doutor José Maria Morais, antigo Hospital Siderúrgica, construído em 1936. Foto de 2019. A Escola Estadual Professor Pedro Calmon, fundada em 1952, foi o primeiro prédio escolar da cidade. Foto de 2017. Terminal Rodoviário de Coronel Fabriciano, inaugurado em 1988. Foto de 2010. Unileste em 1990 Centro de Fabriciano em 1991 Bairro Floresta em 1991 Monumento "Os Cinco Elementos da Natureza", na Praça da Estação, inaugurada em 2008. Foto de 2011. Entrada do pronto-socorro do então Hospital Siderúrgica fechada em julho de 2011 Catedral de São Sebastião em 2015 Revezamento da tocha dos Jogos Olímpicos de 2016 nas mãos de Dom Lélis Lara, na Praça da Estação. UPA Doutor Walter Luiz Winter Maia após a inauguração em 2020 Avenida Magalhães Pinto coberta de lama no bairro Giovannini após a enchente de 17 de dezembro de 2024 |
| Setembro de 1988                              | Inauguração do Terminal Rodoviário de Coronel Fabriciano, construído na área do antigo terminal ferroviário. | Miniatura da Estação do Calado, inaugurada em 1924 e desativada em 1979, na Catedral de São Sebastião. Foto de 2015. O Sobrado dos Pereira, construído em 1928, foi o primeiro estabelecimento comercial e construção de alvenaria da cidade. Foto de 2017. Capela Nossa Senhora Auxiliadora e Hospital Doutor José Maria Morais, antigo Hospital Siderúrgica, construído em 1936. Foto de 2019. A Escola Estadual Professor Pedro Calmon, fundada em 1952, foi o primeiro prédio escolar da cidade. Foto de 2017. Terminal Rodoviário de Coronel Fabriciano, inaugurado em 1988. Foto de 2010. Unileste em 1990 Centro de Fabriciano em 1991 Bairro Floresta em 1991 Monumento "Os Cinco Elementos da Natureza", na Praça da Estação, inaugurada em 2008. Foto de 2011. Entrada do pronto-socorro do então Hospital Siderúrgica fechada em julho de 2011 Catedral de São Sebastião em 2015 Revezamento da tocha dos Jogos Olímpicos de 2016 nas mãos de Dom Lélis Lara, na Praça da Estação. UPA Doutor Walter Luiz Winter Maia após a inauguração em 2020 Avenida Magalhães Pinto coberta de lama no bairro Giovannini após a enchente de 17 de dezembro de 2024 |
| 4 de julho de 1993                            | Inauguração da Catedral de São Sebastião, que passa a representar a condição de cossede diocesana. | Miniatura da Estação do Calado, inaugurada em 1924 e desativada em 1979, na Catedral de São Sebastião. Foto de 2015. O Sobrado dos Pereira, construído em 1928, foi o primeiro estabelecimento comercial e construção de alvenaria da cidade. Foto de 2017. Capela Nossa Senhora Auxiliadora e Hospital Doutor José Maria Morais, antigo Hospital Siderúrgica, construído em 1936. Foto de 2019. A Escola Estadual Professor Pedro Calmon, fundada em 1952, foi o primeiro prédio escolar da cidade. Foto de 2017. Terminal Rodoviário de Coronel Fabriciano, inaugurado em 1988. Foto de 2010. Unileste em 1990 Centro de Fabriciano em 1991 Bairro Floresta em 1991 Monumento "Os Cinco Elementos da Natureza", na Praça da Estação, inaugurada em 2008. Foto de 2011. Entrada do pronto-socorro do então Hospital Siderúrgica fechada em julho de 2011 Catedral de São Sebastião em 2015 Revezamento da tocha dos Jogos Olímpicos de 2016 nas mãos de Dom Lélis Lara, na Praça da Estação. UPA Doutor Walter Luiz Winter Maia após a inauguração em 2020 Avenida Magalhães Pinto coberta de lama no bairro Giovannini após a enchente de 17 de dezembro de 2024 |
| 1995                                          | Criação do Distrito Industrial. | Miniatura da Estação do Calado, inaugurada em 1924 e desativada em 1979, na Catedral de São Sebastião. Foto de 2015. O Sobrado dos Pereira, construído em 1928, foi o primeiro estabelecimento comercial e construção de alvenaria da cidade. Foto de 2017. Capela Nossa Senhora Auxiliadora e Hospital Doutor José Maria Morais, antigo Hospital Siderúrgica, construído em 1936. Foto de 2019. A Escola Estadual Professor Pedro Calmon, fundada em 1952, foi o primeiro prédio escolar da cidade. Foto de 2017. Terminal Rodoviário de Coronel Fabriciano, inaugurado em 1988. Foto de 2010. Unileste em 1990 Centro de Fabriciano em 1991 Bairro Floresta em 1991 Monumento "Os Cinco Elementos da Natureza", na Praça da Estação, inaugurada em 2008. Foto de 2011. Entrada do pronto-socorro do então Hospital Siderúrgica fechada em julho de 2011 Catedral de São Sebastião em 2015 Revezamento da tocha dos Jogos Olímpicos de 2016 nas mãos de Dom Lélis Lara, na Praça da Estação. UPA Doutor Walter Luiz Winter Maia após a inauguração em 2020 Avenida Magalhães Pinto coberta de lama no bairro Giovannini após a enchente de 17 de dezembro de 2024 |
| 18 de outubro de 1998                         | Inauguração do Santuário Nossa Senhora da Piedade. | Miniatura da Estação do Calado, inaugurada em 1924 e desativada em 1979, na Catedral de São Sebastião. Foto de 2015. O Sobrado dos Pereira, construído em 1928, foi o primeiro estabelecimento comercial e construção de alvenaria da cidade. Foto de 2017. Capela Nossa Senhora Auxiliadora e Hospital Doutor José Maria Morais, antigo Hospital Siderúrgica, construído em 1936. Foto de 2019. A Escola Estadual Professor Pedro Calmon, fundada em 1952, foi o primeiro prédio escolar da cidade. Foto de 2017. Terminal Rodoviário de Coronel Fabriciano, inaugurado em 1988. Foto de 2010. Unileste em 1990 Centro de Fabriciano em 1991 Bairro Floresta em 1991 Monumento "Os Cinco Elementos da Natureza", na Praça da Estação, inaugurada em 2008. Foto de 2011. Entrada do pronto-socorro do então Hospital Siderúrgica fechada em julho de 2011 Catedral de São Sebastião em 2015 Revezamento da tocha dos Jogos Olímpicos de 2016 nas mãos de Dom Lélis Lara, na Praça da Estação. UPA Doutor Walter Luiz Winter Maia após a inauguração em 2020 Avenida Magalhães Pinto coberta de lama no bairro Giovannini após a enchente de 17 de dezembro de 2024 |
| 30 de dezembro de 1998                        | Criação do Vale do Aço, elevado à categoria de região metropolitana em 2006. | Miniatura da Estação do Calado, inaugurada em 1924 e desativada em 1979, na Catedral de São Sebastião. Foto de 2015. O Sobrado dos Pereira, construído em 1928, foi o primeiro estabelecimento comercial e construção de alvenaria da cidade. Foto de 2017. Capela Nossa Senhora Auxiliadora e Hospital Doutor José Maria Morais, antigo Hospital Siderúrgica, construído em 1936. Foto de 2019. A Escola Estadual Professor Pedro Calmon, fundada em 1952, foi o primeiro prédio escolar da cidade. Foto de 2017. Terminal Rodoviário de Coronel Fabriciano, inaugurado em 1988. Foto de 2010. Unileste em 1990 Centro de Fabriciano em 1991 Bairro Floresta em 1991 Monumento "Os Cinco Elementos da Natureza", na Praça da Estação, inaugurada em 2008. Foto de 2011. Entrada do pronto-socorro do então Hospital Siderúrgica fechada em julho de 2011 Catedral de São Sebastião em 2015 Revezamento da tocha dos Jogos Olímpicos de 2016 nas mãos de Dom Lélis Lara, na Praça da Estação. UPA Doutor Walter Luiz Winter Maia após a inauguração em 2020 Avenida Magalhães Pinto coberta de lama no bairro Giovannini após a enchente de 17 de dezembro de 2024 |
| 20 de janeiro de 2002                         | Inauguração do Monumento Terra Mãe, no Trevo Pastor Pimentel, em homenagem aos 50 anos de emancipação política. | Miniatura da Estação do Calado, inaugurada em 1924 e desativada em 1979, na Catedral de São Sebastião. Foto de 2015. O Sobrado dos Pereira, construído em 1928, foi o primeiro estabelecimento comercial e construção de alvenaria da cidade. Foto de 2017. Capela Nossa Senhora Auxiliadora e Hospital Doutor José Maria Morais, antigo Hospital Siderúrgica, construído em 1936. Foto de 2019. A Escola Estadual Professor Pedro Calmon, fundada em 1952, foi o primeiro prédio escolar da cidade. Foto de 2017. Terminal Rodoviário de Coronel Fabriciano, inaugurado em 1988. Foto de 2010. Unileste em 1990 Centro de Fabriciano em 1991 Bairro Floresta em 1991 Monumento "Os Cinco Elementos da Natureza", na Praça da Estação, inaugurada em 2008. Foto de 2011. Entrada do pronto-socorro do então Hospital Siderúrgica fechada em julho de 2011 Catedral de São Sebastião em 2015 Revezamento da tocha dos Jogos Olímpicos de 2016 nas mãos de Dom Lélis Lara, na Praça da Estação. UPA Doutor Walter Luiz Winter Maia após a inauguração em 2020 Avenida Magalhães Pinto coberta de lama no bairro Giovannini após a enchente de 17 de dezembro de 2024 |
| 2003                                          | A população municipal ultrapassa a marca de 100 mil habitantes, segundo estatísticas do Instituto Brasileiro de Geografia e Estatística (IBGE). | Miniatura da Estação do Calado, inaugurada em 1924 e desativada em 1979, na Catedral de São Sebastião. Foto de 2015. O Sobrado dos Pereira, construído em 1928, foi o primeiro estabelecimento comercial e construção de alvenaria da cidade. Foto de 2017. Capela Nossa Senhora Auxiliadora e Hospital Doutor José Maria Morais, antigo Hospital Siderúrgica, construído em 1936. Foto de 2019. A Escola Estadual Professor Pedro Calmon, fundada em 1952, foi o primeiro prédio escolar da cidade. Foto de 2017. Terminal Rodoviário de Coronel Fabriciano, inaugurado em 1988. Foto de 2010. Unileste em 1990 Centro de Fabriciano em 1991 Bairro Floresta em 1991 Monumento "Os Cinco Elementos da Natureza", na Praça da Estação, inaugurada em 2008. Foto de 2011. Entrada do pronto-socorro do então Hospital Siderúrgica fechada em julho de 2011 Catedral de São Sebastião em 2015 Revezamento da tocha dos Jogos Olímpicos de 2016 nas mãos de Dom Lélis Lara, na Praça da Estação. UPA Doutor Walter Luiz Winter Maia após a inauguração em 2020 Avenida Magalhães Pinto coberta de lama no bairro Giovannini após a enchente de 17 de dezembro de 2024 |
| 15 de dezembro de 2005                        | Forte temporal atinge o município, provocando enchentes e deslizamentos de terra por toda a cidade, deixando-a em estado de calamidade pública. Houve registros de mortes e feridos e alguns bairros ficaram isolados. | Miniatura da Estação do Calado, inaugurada em 1924 e desativada em 1979, na Catedral de São Sebastião. Foto de 2015. O Sobrado dos Pereira, construído em 1928, foi o primeiro estabelecimento comercial e construção de alvenaria da cidade. Foto de 2017. Capela Nossa Senhora Auxiliadora e Hospital Doutor José Maria Morais, antigo Hospital Siderúrgica, construído em 1936. Foto de 2019. A Escola Estadual Professor Pedro Calmon, fundada em 1952, foi o primeiro prédio escolar da cidade. Foto de 2017. Terminal Rodoviário de Coronel Fabriciano, inaugurado em 1988. Foto de 2010. Unileste em 1990 Centro de Fabriciano em 1991 Bairro Floresta em 1991 Monumento "Os Cinco Elementos da Natureza", na Praça da Estação, inaugurada em 2008. Foto de 2011. Entrada do pronto-socorro do então Hospital Siderúrgica fechada em julho de 2011 Catedral de São Sebastião em 2015 Revezamento da tocha dos Jogos Olímpicos de 2016 nas mãos de Dom Lélis Lara, na Praça da Estação. UPA Doutor Walter Luiz Winter Maia após a inauguração em 2020 Avenida Magalhães Pinto coberta de lama no bairro Giovannini após a enchente de 17 de dezembro de 2024 |
| 2006                                          | Implantação do primeiro sistema de educação integral, na Escola Municipal Otávio Cupertino, no bairro Caladão. | Miniatura da Estação do Calado, inaugurada em 1924 e desativada em 1979, na Catedral de São Sebastião. Foto de 2015. O Sobrado dos Pereira, construído em 1928, foi o primeiro estabelecimento comercial e construção de alvenaria da cidade. Foto de 2017. Capela Nossa Senhora Auxiliadora e Hospital Doutor José Maria Morais, antigo Hospital Siderúrgica, construído em 1936. Foto de 2019. A Escola Estadual Professor Pedro Calmon, fundada em 1952, foi o primeiro prédio escolar da cidade. Foto de 2017. Terminal Rodoviário de Coronel Fabriciano, inaugurado em 1988. Foto de 2010. Unileste em 1990 Centro de Fabriciano em 1991 Bairro Floresta em 1991 Monumento "Os Cinco Elementos da Natureza", na Praça da Estação, inaugurada em 2008. Foto de 2011. Entrada do pronto-socorro do então Hospital Siderúrgica fechada em julho de 2011 Catedral de São Sebastião em 2015 Revezamento da tocha dos Jogos Olímpicos de 2016 nas mãos de Dom Lélis Lara, na Praça da Estação. UPA Doutor Walter Luiz Winter Maia após a inauguração em 2020 Avenida Magalhães Pinto coberta de lama no bairro Giovannini após a enchente de 17 de dezembro de 2024 |
| 31 de outubro de 2008                         | Inauguração da Praça da Estação. | Miniatura da Estação do Calado, inaugurada em 1924 e desativada em 1979, na Catedral de São Sebastião. Foto de 2015. O Sobrado dos Pereira, construído em 1928, foi o primeiro estabelecimento comercial e construção de alvenaria da cidade. Foto de 2017. Capela Nossa Senhora Auxiliadora e Hospital Doutor José Maria Morais, antigo Hospital Siderúrgica, construído em 1936. Foto de 2019. A Escola Estadual Professor Pedro Calmon, fundada em 1952, foi o primeiro prédio escolar da cidade. Foto de 2017. Terminal Rodoviário de Coronel Fabriciano, inaugurado em 1988. Foto de 2010. Unileste em 1990 Centro de Fabriciano em 1991 Bairro Floresta em 1991 Monumento "Os Cinco Elementos da Natureza", na Praça da Estação, inaugurada em 2008. Foto de 2011. Entrada do pronto-socorro do então Hospital Siderúrgica fechada em julho de 2011 Catedral de São Sebastião em 2015 Revezamento da tocha dos Jogos Olímpicos de 2016 nas mãos de Dom Lélis Lara, na Praça da Estação. UPA Doutor Walter Luiz Winter Maia após a inauguração em 2020 Avenida Magalhães Pinto coberta de lama no bairro Giovannini após a enchente de 17 de dezembro de 2024 |
| 14 de fevereiro de 2011                       | Criação da Paróquia São Francisco Xavier. | Miniatura da Estação do Calado, inaugurada em 1924 e desativada em 1979, na Catedral de São Sebastião. Foto de 2015. O Sobrado dos Pereira, construído em 1928, foi o primeiro estabelecimento comercial e construção de alvenaria da cidade. Foto de 2017. Capela Nossa Senhora Auxiliadora e Hospital Doutor José Maria Morais, antigo Hospital Siderúrgica, construído em 1936. Foto de 2019. A Escola Estadual Professor Pedro Calmon, fundada em 1952, foi o primeiro prédio escolar da cidade. Foto de 2017. Terminal Rodoviário de Coronel Fabriciano, inaugurado em 1988. Foto de 2010. Unileste em 1990 Centro de Fabriciano em 1991 Bairro Floresta em 1991 Monumento "Os Cinco Elementos da Natureza", na Praça da Estação, inaugurada em 2008. Foto de 2011. Entrada do pronto-socorro do então Hospital Siderúrgica fechada em julho de 2011 Catedral de São Sebastião em 2015 Revezamento da tocha dos Jogos Olímpicos de 2016 nas mãos de Dom Lélis Lara, na Praça da Estação. UPA Doutor Walter Luiz Winter Maia após a inauguração em 2020 Avenida Magalhães Pinto coberta de lama no bairro Giovannini após a enchente de 17 de dezembro de 2024 |
| 15 de julho de 2011                           | O então Hospital Siderúrgica é fechado por tempo indeterminado, por motivos financeiros e burocráticos, deixando o município sem atendimento pelo SUS. | Miniatura da Estação do Calado, inaugurada em 1924 e desativada em 1979, na Catedral de São Sebastião. Foto de 2015. O Sobrado dos Pereira, construído em 1928, foi o primeiro estabelecimento comercial e construção de alvenaria da cidade. Foto de 2017. Capela Nossa Senhora Auxiliadora e Hospital Doutor José Maria Morais, antigo Hospital Siderúrgica, construído em 1936. Foto de 2019. A Escola Estadual Professor Pedro Calmon, fundada em 1952, foi o primeiro prédio escolar da cidade. Foto de 2017. Terminal Rodoviário de Coronel Fabriciano, inaugurado em 1988. Foto de 2010. Unileste em 1990 Centro de Fabriciano em 1991 Bairro Floresta em 1991 Monumento "Os Cinco Elementos da Natureza", na Praça da Estação, inaugurada em 2008. Foto de 2011. Entrada do pronto-socorro do então Hospital Siderúrgica fechada em julho de 2011 Catedral de São Sebastião em 2015 Revezamento da tocha dos Jogos Olímpicos de 2016 nas mãos de Dom Lélis Lara, na Praça da Estação. UPA Doutor Walter Luiz Winter Maia após a inauguração em 2020 Avenida Magalhães Pinto coberta de lama no bairro Giovannini após a enchente de 17 de dezembro de 2024 |
| 30 de agosto de 2012                          | O Hospital Siderúrgica é reaberto após passar por reformas e reestruturação, passando a se chamar Hospital São Camilo. | Miniatura da Estação do Calado, inaugurada em 1924 e desativada em 1979, na Catedral de São Sebastião. Foto de 2015. O Sobrado dos Pereira, construído em 1928, foi o primeiro estabelecimento comercial e construção de alvenaria da cidade. Foto de 2017. Capela Nossa Senhora Auxiliadora e Hospital Doutor José Maria Morais, antigo Hospital Siderúrgica, construído em 1936. Foto de 2019. A Escola Estadual Professor Pedro Calmon, fundada em 1952, foi o primeiro prédio escolar da cidade. Foto de 2017. Terminal Rodoviário de Coronel Fabriciano, inaugurado em 1988. Foto de 2010. Unileste em 1990 Centro de Fabriciano em 1991 Bairro Floresta em 1991 Monumento "Os Cinco Elementos da Natureza", na Praça da Estação, inaugurada em 2008. Foto de 2011. Entrada do pronto-socorro do então Hospital Siderúrgica fechada em julho de 2011 Catedral de São Sebastião em 2015 Revezamento da tocha dos Jogos Olímpicos de 2016 nas mãos de Dom Lélis Lara, na Praça da Estação. UPA Doutor Walter Luiz Winter Maia após a inauguração em 2020 Avenida Magalhães Pinto coberta de lama no bairro Giovannini após a enchente de 17 de dezembro de 2024 |
| 8 de novembro de 2012 a 20 de janeiro de 2020 | Durante esse período, a ponte sobre o rio Piracicaba, um dos dois únicos acessos a Timóteo, mais conhecida como "ponte velha", permaneceu bloqueada devido a problemas estruturais. Uma interdição completa permaneceu até 3 de abril de 2013, quando foi liberado o fluxo de veículos leves, mas uma reforma para restabelecer a circulação total e eliminar os riscos de sua estrutura foi iniciada apenas em janeiro de 2019, sendo concluída um ano depois.                                             | Miniatura da Estação do Calado, inaugurada em 1924 e desativada em 1979, na Catedral de São Sebastião. Foto de 2015. O Sobrado dos Pereira, construído em 1928, foi o primeiro estabelecimento comercial e construção de alvenaria da cidade. Foto de 2017. Capela Nossa Senhora Auxiliadora e Hospital Doutor José Maria Morais, antigo Hospital Siderúrgica, construído em 1936. Foto de 2019. A Escola Estadual Professor Pedro Calmon, fundada em 1952, foi o primeiro prédio escolar da cidade. Foto de 2017. Terminal Rodoviário de Coronel Fabriciano, inaugurado em 1988. Foto de 2010. Unileste em 1990 Centro de Fabriciano em 1991 Bairro Floresta em 1991 Monumento "Os Cinco Elementos da Natureza", na Praça da Estação, inaugurada em 2008. Foto de 2011. Entrada do pronto-socorro do então Hospital Siderúrgica fechada em julho de 2011 Catedral de São Sebastião em 2015 Revezamento da tocha dos Jogos Olímpicos de 2016 nas mãos de Dom Lélis Lara, na Praça da Estação. UPA Doutor Walter Luiz Winter Maia após a inauguração em 2020 Avenida Magalhães Pinto coberta de lama no bairro Giovannini após a enchente de 17 de dezembro de 2024 |
| 1º de janeiro de 2013                         | Rosângela Mendes toma posse como primeira prefeita municipal. | Miniatura da Estação do Calado, inaugurada em 1924 e desativada em 1979, na Catedral de São Sebastião. Foto de 2015. O Sobrado dos Pereira, construído em 1928, foi o primeiro estabelecimento comercial e construção de alvenaria da cidade. Foto de 2017. Capela Nossa Senhora Auxiliadora e Hospital Doutor José Maria Morais, antigo Hospital Siderúrgica, construído em 1936. Foto de 2019. A Escola Estadual Professor Pedro Calmon, fundada em 1952, foi o primeiro prédio escolar da cidade. Foto de 2017. Terminal Rodoviário de Coronel Fabriciano, inaugurado em 1988. Foto de 2010. Unileste em 1990 Centro de Fabriciano em 1991 Bairro Floresta em 1991 Monumento "Os Cinco Elementos da Natureza", na Praça da Estação, inaugurada em 2008. Foto de 2011. Entrada do pronto-socorro do então Hospital Siderúrgica fechada em julho de 2011 Catedral de São Sebastião em 2015 Revezamento da tocha dos Jogos Olímpicos de 2016 nas mãos de Dom Lélis Lara, na Praça da Estação. UPA Doutor Walter Luiz Winter Maia após a inauguração em 2020 Avenida Magalhães Pinto coberta de lama no bairro Giovannini após a enchente de 17 de dezembro de 2024 |
| 20 de junho de 2013                           | Cerca de 3 mil pessoas se reuniram em uma manifestação que percorreu toda a Avenida Magalhães Pinto até o Centro de Fabriciano, prolongando-se à região do bairro Caladinho, como parte da Jornadas de Junho. | Miniatura da Estação do Calado, inaugurada em 1924 e desativada em 1979, na Catedral de São Sebastião. Foto de 2015. O Sobrado dos Pereira, construído em 1928, foi o primeiro estabelecimento comercial e construção de alvenaria da cidade. Foto de 2017. Capela Nossa Senhora Auxiliadora e Hospital Doutor José Maria Morais, antigo Hospital Siderúrgica, construído em 1936. Foto de 2019. A Escola Estadual Professor Pedro Calmon, fundada em 1952, foi o primeiro prédio escolar da cidade. Foto de 2017. Terminal Rodoviário de Coronel Fabriciano, inaugurado em 1988. Foto de 2010. Unileste em 1990 Centro de Fabriciano em 1991 Bairro Floresta em 1991 Monumento "Os Cinco Elementos da Natureza", na Praça da Estação, inaugurada em 2008. Foto de 2011. Entrada do pronto-socorro do então Hospital Siderúrgica fechada em julho de 2011 Catedral de São Sebastião em 2015 Revezamento da tocha dos Jogos Olímpicos de 2016 nas mãos de Dom Lélis Lara, na Praça da Estação. UPA Doutor Walter Luiz Winter Maia após a inauguração em 2020 Avenida Magalhães Pinto coberta de lama no bairro Giovannini após a enchente de 17 de dezembro de 2024 |
| Dezembro de 2013                              | Temporais provocam enchentes e deslizamentos de terra por toda a cidade, deixando dezenas de pessoas desalojadas e bairros e ruas inteiras cobertas de lama. | Miniatura da Estação do Calado, inaugurada em 1924 e desativada em 1979, na Catedral de São Sebastião. Foto de 2015. O Sobrado dos Pereira, construído em 1928, foi o primeiro estabelecimento comercial e construção de alvenaria da cidade. Foto de 2017. Capela Nossa Senhora Auxiliadora e Hospital Doutor José Maria Morais, antigo Hospital Siderúrgica, construído em 1936. Foto de 2019. A Escola Estadual Professor Pedro Calmon, fundada em 1952, foi o primeiro prédio escolar da cidade. Foto de 2017. Terminal Rodoviário de Coronel Fabriciano, inaugurado em 1988. Foto de 2010. Unileste em 1990 Centro de Fabriciano em 1991 Bairro Floresta em 1991 Monumento "Os Cinco Elementos da Natureza", na Praça da Estação, inaugurada em 2008. Foto de 2011. Entrada do pronto-socorro do então Hospital Siderúrgica fechada em julho de 2011 Catedral de São Sebastião em 2015 Revezamento da tocha dos Jogos Olímpicos de 2016 nas mãos de Dom Lélis Lara, na Praça da Estação. UPA Doutor Walter Luiz Winter Maia após a inauguração em 2020 Avenida Magalhães Pinto coberta de lama no bairro Giovannini após a enchente de 17 de dezembro de 2024 |
| Outubro de 2014                               | Inauguração do Museu José Avelino Barbosa, primeiro museu público do município. | Miniatura da Estação do Calado, inaugurada em 1924 e desativada em 1979, na Catedral de São Sebastião. Foto de 2015. O Sobrado dos Pereira, construído em 1928, foi o primeiro estabelecimento comercial e construção de alvenaria da cidade. Foto de 2017. Capela Nossa Senhora Auxiliadora e Hospital Doutor José Maria Morais, antigo Hospital Siderúrgica, construído em 1936. Foto de 2019. A Escola Estadual Professor Pedro Calmon, fundada em 1952, foi o primeiro prédio escolar da cidade. Foto de 2017. Terminal Rodoviário de Coronel Fabriciano, inaugurado em 1988. Foto de 2010. Unileste em 1990 Centro de Fabriciano em 1991 Bairro Floresta em 1991 Monumento "Os Cinco Elementos da Natureza", na Praça da Estação, inaugurada em 2008. Foto de 2011. Entrada do pronto-socorro do então Hospital Siderúrgica fechada em julho de 2011 Catedral de São Sebastião em 2015 Revezamento da tocha dos Jogos Olímpicos de 2016 nas mãos de Dom Lélis Lara, na Praça da Estação. UPA Doutor Walter Luiz Winter Maia após a inauguração em 2020 Avenida Magalhães Pinto coberta de lama no bairro Giovannini após a enchente de 17 de dezembro de 2024 |
| 12 de maio de 2016                            | Coronel Fabriciano recebe o revezamento da tocha dos Jogos Olímpicos de Verão, percorrendo ruas dos bairros Centro e Santa Helena entre o Monumento Terra Mãe e a Praça da Estação. | Miniatura da Estação do Calado, inaugurada em 1924 e desativada em 1979, na Catedral de São Sebastião. Foto de 2015. O Sobrado dos Pereira, construído em 1928, foi o primeiro estabelecimento comercial e construção de alvenaria da cidade. Foto de 2017. Capela Nossa Senhora Auxiliadora e Hospital Doutor José Maria Morais, antigo Hospital Siderúrgica, construído em 1936. Foto de 2019. A Escola Estadual Professor Pedro Calmon, fundada em 1952, foi o primeiro prédio escolar da cidade. Foto de 2017. Terminal Rodoviário de Coronel Fabriciano, inaugurado em 1988. Foto de 2010. Unileste em 1990 Centro de Fabriciano em 1991 Bairro Floresta em 1991 Monumento "Os Cinco Elementos da Natureza", na Praça da Estação, inaugurada em 2008. Foto de 2011. Entrada do pronto-socorro do então Hospital Siderúrgica fechada em julho de 2011 Catedral de São Sebastião em 2015 Revezamento da tocha dos Jogos Olímpicos de 2016 nas mãos de Dom Lélis Lara, na Praça da Estação. UPA Doutor Walter Luiz Winter Maia após a inauguração em 2020 Avenida Magalhães Pinto coberta de lama no bairro Giovannini após a enchente de 17 de dezembro de 2024 |
| 7 de julho de 2017                            | Prefeitura assume a gestão do até então Hospital São Camilo, que corria o risco de um novo fechamento por tempo indeterminado devido à falta de repasse do governo estadual. O centro de saúde foi reformado e ampliado e houve a retomada dos atendimentos de pediatria, que não era oferecida desde 2011. Foi reinaugurado com a denominação de Hospital Doutor José Maria Morais. | Miniatura da Estação do Calado, inaugurada em 1924 e desativada em 1979, na Catedral de São Sebastião. Foto de 2015. O Sobrado dos Pereira, construído em 1928, foi o primeiro estabelecimento comercial e construção de alvenaria da cidade. Foto de 2017. Capela Nossa Senhora Auxiliadora e Hospital Doutor José Maria Morais, antigo Hospital Siderúrgica, construído em 1936. Foto de 2019. A Escola Estadual Professor Pedro Calmon, fundada em 1952, foi o primeiro prédio escolar da cidade. Foto de 2017. Terminal Rodoviário de Coronel Fabriciano, inaugurado em 1988. Foto de 2010. Unileste em 1990 Centro de Fabriciano em 1991 Bairro Floresta em 1991 Monumento "Os Cinco Elementos da Natureza", na Praça da Estação, inaugurada em 2008. Foto de 2011. Entrada do pronto-socorro do então Hospital Siderúrgica fechada em julho de 2011 Catedral de São Sebastião em 2015 Revezamento da tocha dos Jogos Olímpicos de 2016 nas mãos de Dom Lélis Lara, na Praça da Estação. UPA Doutor Walter Luiz Winter Maia após a inauguração em 2020 Avenida Magalhães Pinto coberta de lama no bairro Giovannini após a enchente de 17 de dezembro de 2024 |
| 2018–2019                                     | Construção de 788 unidades habitacionais mediante convênio com a Caixa Econômica Federal, sendo 500 no bairro São Vicente (Residencial Buritis) e 288 no Contente (Contente I). Trata-se do maior pacote de obras de habitação popular na cidade desde a construção do Sílvio Pereira I e Sílvio Pereira II, na década de 1980. | Miniatura da Estação do Calado, inaugurada em 1924 e desativada em 1979, na Catedral de São Sebastião. Foto de 2015. O Sobrado dos Pereira, construído em 1928, foi o primeiro estabelecimento comercial e construção de alvenaria da cidade. Foto de 2017. Capela Nossa Senhora Auxiliadora e Hospital Doutor José Maria Morais, antigo Hospital Siderúrgica, construído em 1936. Foto de 2019. A Escola Estadual Professor Pedro Calmon, fundada em 1952, foi o primeiro prédio escolar da cidade. Foto de 2017. Terminal Rodoviário de Coronel Fabriciano, inaugurado em 1988. Foto de 2010. Unileste em 1990 Centro de Fabriciano em 1991 Bairro Floresta em 1991 Monumento "Os Cinco Elementos da Natureza", na Praça da Estação, inaugurada em 2008. Foto de 2011. Entrada do pronto-socorro do então Hospital Siderúrgica fechada em julho de 2011 Catedral de São Sebastião em 2015 Revezamento da tocha dos Jogos Olímpicos de 2016 nas mãos de Dom Lélis Lara, na Praça da Estação. UPA Doutor Walter Luiz Winter Maia após a inauguração em 2020 Avenida Magalhães Pinto coberta de lama no bairro Giovannini após a enchente de 17 de dezembro de 2024 |
| 30 de abril de 2019                           | Publicação da Operação Urbana Consorciada da Avenida Maanaim no Diário Oficial municipal. Dessa forma, direcionou-se a condução de um eixo de crescimento urbano entre os bairros Caladinho e Sílvio Pereira II. | Miniatura da Estação do Calado, inaugurada em 1924 e desativada em 1979, na Catedral de São Sebastião. Foto de 2015. O Sobrado dos Pereira, construído em 1928, foi o primeiro estabelecimento comercial e construção de alvenaria da cidade. Foto de 2017. Capela Nossa Senhora Auxiliadora e Hospital Doutor José Maria Morais, antigo Hospital Siderúrgica, construído em 1936. Foto de 2019. A Escola Estadual Professor Pedro Calmon, fundada em 1952, foi o primeiro prédio escolar da cidade. Foto de 2017. Terminal Rodoviário de Coronel Fabriciano, inaugurado em 1988. Foto de 2010. Unileste em 1990 Centro de Fabriciano em 1991 Bairro Floresta em 1991 Monumento "Os Cinco Elementos da Natureza", na Praça da Estação, inaugurada em 2008. Foto de 2011. Entrada do pronto-socorro do então Hospital Siderúrgica fechada em julho de 2011 Catedral de São Sebastião em 2015 Revezamento da tocha dos Jogos Olímpicos de 2016 nas mãos de Dom Lélis Lara, na Praça da Estação. UPA Doutor Walter Luiz Winter Maia após a inauguração em 2020 Avenida Magalhães Pinto coberta de lama no bairro Giovannini após a enchente de 17 de dezembro de 2024 |
| 25 a 27 de janeiro de 2020                    | Chuvas fortes e constantes na região provocaram enchentes que deixaram um saldo de 420 moradores desalojados, três desabrigados e um morto na cidade. | Miniatura da Estação do Calado, inaugurada em 1924 e desativada em 1979, na Catedral de São Sebastião. Foto de 2015. O Sobrado dos Pereira, construído em 1928, foi o primeiro estabelecimento comercial e construção de alvenaria da cidade. Foto de 2017. Capela Nossa Senhora Auxiliadora e Hospital Doutor José Maria Morais, antigo Hospital Siderúrgica, construído em 1936. Foto de 2019. A Escola Estadual Professor Pedro Calmon, fundada em 1952, foi o primeiro prédio escolar da cidade. Foto de 2017. Terminal Rodoviário de Coronel Fabriciano, inaugurado em 1988. Foto de 2010. Unileste em 1990 Centro de Fabriciano em 1991 Bairro Floresta em 1991 Monumento "Os Cinco Elementos da Natureza", na Praça da Estação, inaugurada em 2008. Foto de 2011. Entrada do pronto-socorro do então Hospital Siderúrgica fechada em julho de 2011 Catedral de São Sebastião em 2015 Revezamento da tocha dos Jogos Olímpicos de 2016 nas mãos de Dom Lélis Lara, na Praça da Estação. UPA Doutor Walter Luiz Winter Maia após a inauguração em 2020 Avenida Magalhães Pinto coberta de lama no bairro Giovannini após a enchente de 17 de dezembro de 2024 |
| 15 de março de 2020                           | Registro do primeiro caso de COVID-19 no município, que também foi o quinto do estado, como parte do avanço da pandemia causada pelo coronavírus. Assim como em todas as partes do mundo, o restante do ano foi deturpado pelos impactos da epidemia, devido à necessidade de distanciamento social. | Miniatura da Estação do Calado, inaugurada em 1924 e desativada em 1979, na Catedral de São Sebastião. Foto de 2015. O Sobrado dos Pereira, construído em 1928, foi o primeiro estabelecimento comercial e construção de alvenaria da cidade. Foto de 2017. Capela Nossa Senhora Auxiliadora e Hospital Doutor José Maria Morais, antigo Hospital Siderúrgica, construído em 1936. Foto de 2019. A Escola Estadual Professor Pedro Calmon, fundada em 1952, foi o primeiro prédio escolar da cidade. Foto de 2017. Terminal Rodoviário de Coronel Fabriciano, inaugurado em 1988. Foto de 2010. Unileste em 1990 Centro de Fabriciano em 1991 Bairro Floresta em 1991 Monumento "Os Cinco Elementos da Natureza", na Praça da Estação, inaugurada em 2008. Foto de 2011. Entrada do pronto-socorro do então Hospital Siderúrgica fechada em julho de 2011 Catedral de São Sebastião em 2015 Revezamento da tocha dos Jogos Olímpicos de 2016 nas mãos de Dom Lélis Lara, na Praça da Estação. UPA Doutor Walter Luiz Winter Maia após a inauguração em 2020 Avenida Magalhães Pinto coberta de lama no bairro Giovannini após a enchente de 17 de dezembro de 2024 |
| 25 de junho de 2020                           | Inauguração da Unidade de Pronto Atendimento (UPA) Doutor Walter Luiz Winter Maia no bairro Sílvio Pereira II. | Miniatura da Estação do Calado, inaugurada em 1924 e desativada em 1979, na Catedral de São Sebastião. Foto de 2015. O Sobrado dos Pereira, construído em 1928, foi o primeiro estabelecimento comercial e construção de alvenaria da cidade. Foto de 2017. Capela Nossa Senhora Auxiliadora e Hospital Doutor José Maria Morais, antigo Hospital Siderúrgica, construído em 1936. Foto de 2019. A Escola Estadual Professor Pedro Calmon, fundada em 1952, foi o primeiro prédio escolar da cidade. Foto de 2017. Terminal Rodoviário de Coronel Fabriciano, inaugurado em 1988. Foto de 2010. Unileste em 1990 Centro de Fabriciano em 1991 Bairro Floresta em 1991 Monumento "Os Cinco Elementos da Natureza", na Praça da Estação, inaugurada em 2008. Foto de 2011. Entrada do pronto-socorro do então Hospital Siderúrgica fechada em julho de 2011 Catedral de São Sebastião em 2015 Revezamento da tocha dos Jogos Olímpicos de 2016 nas mãos de Dom Lélis Lara, na Praça da Estação. UPA Doutor Walter Luiz Winter Maia após a inauguração em 2020 Avenida Magalhães Pinto coberta de lama no bairro Giovannini após a enchente de 17 de dezembro de 2024 |
| 9 de maio de 2021                             | Criação da Paróquia Nossa Senhora de Fátima. | Miniatura da Estação do Calado, inaugurada em 1924 e desativada em 1979, na Catedral de São Sebastião. Foto de 2015. O Sobrado dos Pereira, construído em 1928, foi o primeiro estabelecimento comercial e construção de alvenaria da cidade. Foto de 2017. Capela Nossa Senhora Auxiliadora e Hospital Doutor José Maria Morais, antigo Hospital Siderúrgica, construído em 1936. Foto de 2019. A Escola Estadual Professor Pedro Calmon, fundada em 1952, foi o primeiro prédio escolar da cidade. Foto de 2017. Terminal Rodoviário de Coronel Fabriciano, inaugurado em 1988. Foto de 2010. Unileste em 1990 Centro de Fabriciano em 1991 Bairro Floresta em 1991 Monumento "Os Cinco Elementos da Natureza", na Praça da Estação, inaugurada em 2008. Foto de 2011. Entrada do pronto-socorro do então Hospital Siderúrgica fechada em julho de 2011 Catedral de São Sebastião em 2015 Revezamento da tocha dos Jogos Olímpicos de 2016 nas mãos de Dom Lélis Lara, na Praça da Estação. UPA Doutor Walter Luiz Winter Maia após a inauguração em 2020 Avenida Magalhães Pinto coberta de lama no bairro Giovannini após a enchente de 17 de dezembro de 2024 |
| 8 a 11 de janeiro de 2022                     | Chuvas intensas e contínuas na região provocaram enchentes que deixaram 481 desalojados no município. | Miniatura da Estação do Calado, inaugurada em 1924 e desativada em 1979, na Catedral de São Sebastião. Foto de 2015. O Sobrado dos Pereira, construído em 1928, foi o primeiro estabelecimento comercial e construção de alvenaria da cidade. Foto de 2017. Capela Nossa Senhora Auxiliadora e Hospital Doutor José Maria Morais, antigo Hospital Siderúrgica, construído em 1936. Foto de 2019. A Escola Estadual Professor Pedro Calmon, fundada em 1952, foi o primeiro prédio escolar da cidade. Foto de 2017. Terminal Rodoviário de Coronel Fabriciano, inaugurado em 1988. Foto de 2010. Unileste em 1990 Centro de Fabriciano em 1991 Bairro Floresta em 1991 Monumento "Os Cinco Elementos da Natureza", na Praça da Estação, inaugurada em 2008. Foto de 2011. Entrada do pronto-socorro do então Hospital Siderúrgica fechada em julho de 2011 Catedral de São Sebastião em 2015 Revezamento da tocha dos Jogos Olímpicos de 2016 nas mãos de Dom Lélis Lara, na Praça da Estação. UPA Doutor Walter Luiz Winter Maia após a inauguração em 2020 Avenida Magalhães Pinto coberta de lama no bairro Giovannini após a enchente de 17 de dezembro de 2024 |
| 5 de fevereiro de 2024                        | Reinauguração do Trevo Pastor Pimentel. | Miniatura da Estação do Calado, inaugurada em 1924 e desativada em 1979, na Catedral de São Sebastião. Foto de 2015. O Sobrado dos Pereira, construído em 1928, foi o primeiro estabelecimento comercial e construção de alvenaria da cidade. Foto de 2017. Capela Nossa Senhora Auxiliadora e Hospital Doutor José Maria Morais, antigo Hospital Siderúrgica, construído em 1936. Foto de 2019. A Escola Estadual Professor Pedro Calmon, fundada em 1952, foi o primeiro prédio escolar da cidade. Foto de 2017. Terminal Rodoviário de Coronel Fabriciano, inaugurado em 1988. Foto de 2010. Unileste em 1990 Centro de Fabriciano em 1991 Bairro Floresta em 1991 Monumento "Os Cinco Elementos da Natureza", na Praça da Estação, inaugurada em 2008. Foto de 2011. Entrada do pronto-socorro do então Hospital Siderúrgica fechada em julho de 2011 Catedral de São Sebastião em 2015 Revezamento da tocha dos Jogos Olímpicos de 2016 nas mãos de Dom Lélis Lara, na Praça da Estação. UPA Doutor Walter Luiz Winter Maia após a inauguração em 2020 Avenida Magalhães Pinto coberta de lama no bairro Giovannini após a enchente de 17 de dezembro de 2024 |
| 17 de dezembro de 2024                        | Tempestade provoca enxurradas e inundações em áreas de toda a cidade, além de rajadas de vento e queda de granizo. Bairros ficaram isolados, carros foram arrastados, moradores ficaram ilhados e alguns perderam tudo, com um saldo de 1 039 pessoas desabrigadas ou desalojadas. O município ficou em situação de calamidade pública. | Miniatura da Estação do Calado, inaugurada em 1924 e desativada em 1979, na Catedral de São Sebastião. Foto de 2015. O Sobrado dos Pereira, construído em 1928, foi o primeiro estabelecimento comercial e construção de alvenaria da cidade. Foto de 2017. Capela Nossa Senhora Auxiliadora e Hospital Doutor José Maria Morais, antigo Hospital Siderúrgica, construído em 1936. Foto de 2019. A Escola Estadual Professor Pedro Calmon, fundada em 1952, foi o primeiro prédio escolar da cidade. Foto de 2017. Terminal Rodoviário de Coronel Fabriciano, inaugurado em 1988. Foto de 2010. Unileste em 1990 Centro de Fabriciano em 1991 Bairro Floresta em 1991 Monumento "Os Cinco Elementos da Natureza", na Praça da Estação, inaugurada em 2008. Foto de 2011. Entrada do pronto-socorro do então Hospital Siderúrgica fechada em julho de 2011 Catedral de São Sebastião em 2015 Revezamento da tocha dos Jogos Olímpicos de 2016 nas mãos de Dom Lélis Lara, na Praça da Estação. UPA Doutor Walter Luiz Winter Maia após a inauguração em 2020 Avenida Magalhães Pinto coberta de lama no bairro Giovannini após a enchente de 17 de dezembro de 2024 |